# Kastell Pfünz
Das Kastell Pfünz, lateinisch Castra Vetoniana oder Vetonianae, ist ein römisches Kohortenkastell bei Pfünz, einem Ortsteil der Gemeinde Walting im Landkreis Eichstätt, Bayern. Es wurde ab etwa 90 n. Chr. auf einem 42 Meter hohen Jurasporn zwischen dem Tal der Altmühl und dem des Pfünzer Baches errichtet und ist Bestandteil des 2005 zum UNESCO-Weltkulturerbe erhobenen Rätischen Limes. Historisch bedeutend sind vor Ort die Reste des teils in den Felsen geschlagenen Doppelspitzgrabens, der an der Westmauer am besten erhalten ist. Im Zuge eines Druckwasserleitungsbaues wurden vom Bayerischen Landesamt für Denkmalpflege 1998 erneut Sondierungen vorgenommen. Darüber hinaus bieten die Befunde und das reichhaltige, teils sehr seltene Fundmaterial aus Pfünz bis in die Gegenwart Anlass für neue Studien.

## Lage

Das Kastell mit seinem Limesumfeld

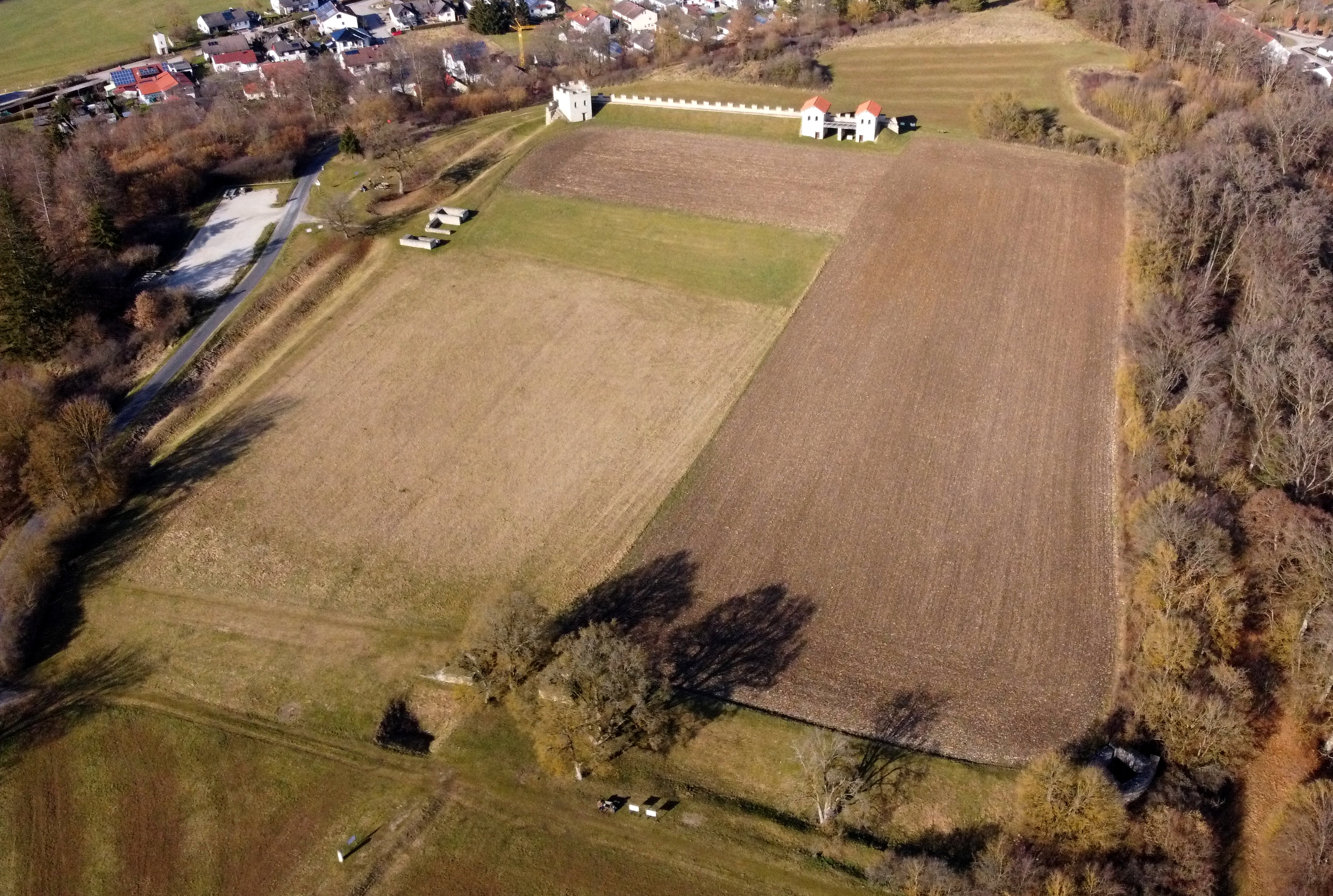
Luftbild des Kastells

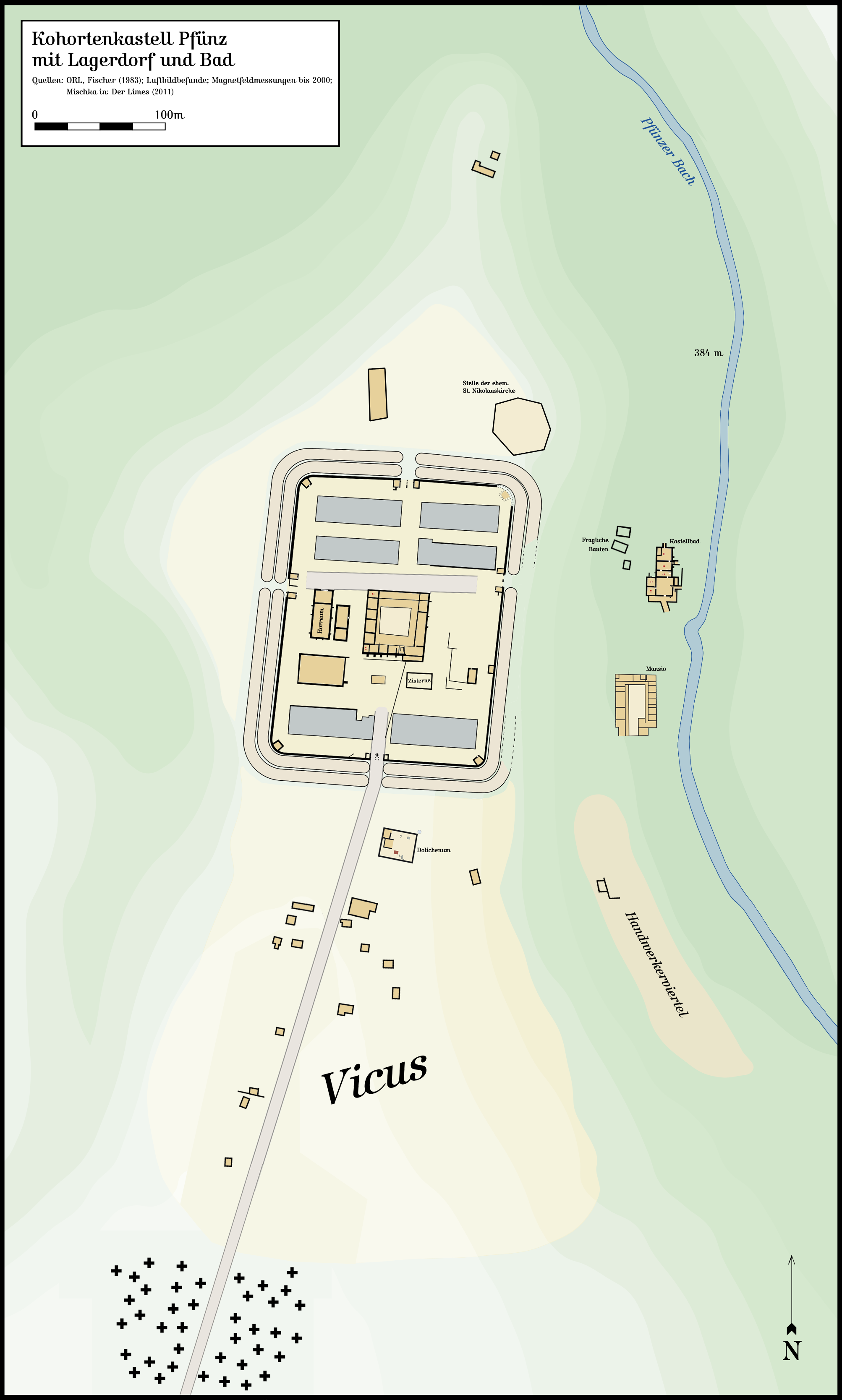
Das Kastell mit seinem näheren Umfeld nach den Befunden der RLK (1884 bis 1900), Luftbildbefunden sowie den geomagnetischen Messungen der Jahre 2000 und 2010. Hellrot ist der Vicus-Bereich. Nach Fischer (2008) gab es an der Südseite nur einen Graben.

In seiner Ausrichtung folgte das rund elf Kilometer hinter dem Limes gelegene Kastell genau der Nord-Süd-Richtung. Die Anlage wurde hoch über dem Talgrund der Altmühl auf einem nördlich orientierten, steilen Bergsporn der Albhochfläche errichtet. Im Nordwesten und Osten konnten von den Türmen und Wehrmauern der talwärts liegende Pfünzer Bach, ein bereits damals dort befindlicher antiker Flussübergang und der angrenzende Talbereich überwacht werden. Außerdem befand sich in Pfünz eine zentrale Straßenkreuzung, unter anderem zum Kastell Weißenburg im Westen und zum nördlich am Limes gelegenen Kastell Böhming, das nach einem hölzernen Vorgängerbau 181 n. Chr. in Stein neu ausgebaut worden ist. Der deutsche Ortsname Pfünz leitet sich von dem lateinischen pons (Brücke) ab. Neben diesen örtlichen Überwachungsaufgaben war Vetoniana auch für die Sicherung des in Luftlinie rund 10,2 km entfernten Limes zuständig und stellte vielleicht auch die Besatzung von Böhming.

## Forschungsgeschichte

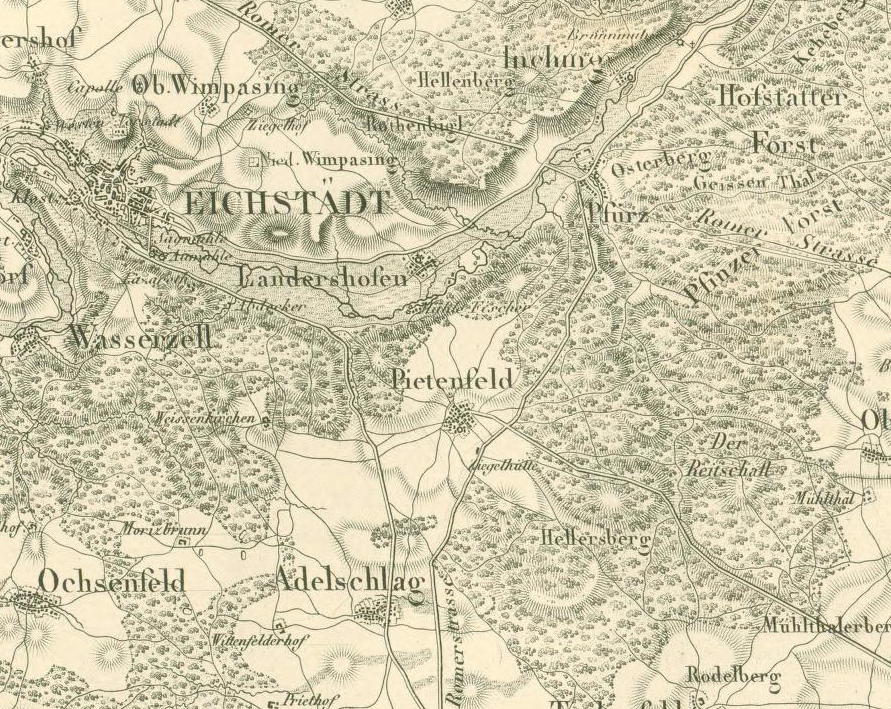
Im Jahr 1806 war Pfünz als Kreuzungspunkt wichtiger römischer Straßen bereits bekannt

Der Flurname „Altkirchen-Feld“, auf dem das Kastell liegt, erinnert nicht mehr an die alte Befestigung, sondern knüpft an die Geschichte einer später dort aus römischen Spolien errichteten Pfarrkirche an. Ein sehr früher wissenschaftlich interessierter Ausgräber am Ort war der Augsburger Regierungsdirektor und Gründer des Schwäbischen Geschichtsvereins, Johann Nepomuk von Raiser (1768–1853). Er grub 1809 „einen Tempel mit einem Schöpfbrunnen“ sowie „mehrere Römerwohnungen“ aus und erkannte südlich des Lagerdorfes einige Grabhügelgruppen. Der damals entdeckte Inschriftenstein für Sedatus an der einstigen Nikolauskirche gehörte zu den damals meistzitierten Funden. 1884 nahm Friedrich Winkelmann  (1852–1934), ein Streckenkommissar der 1892 gegründeten Reichs-Limeskommission (RLK), seine Arbeit in Pfünz auf. Er besaß einige Grundstücke auf dem historischen Areal. Doch erst die gemeinsamen Untersuchungen mit Karl Popp (1825–1905), einem bayerischen Generalmajor a. D., dem Prähistoriker Friedrich Ohlenschlager (1840–1916) und dem Hauptmann a. D. Hugo Arnold (1842–1904), brachten ein umfassendes Bild der Pfünzer Geschichte. Die Grabungen waren zu ihrer Zeit die umfangreichsten im Bereich römischer Limeskastelle und Lagerdörfer und endeten erst 1900. Die am besten erhaltenen Abschnitte der Umwehrung wurden nach Abschluss der Arbeiten restauriert und sichtbar gemacht. Erst 1954/55 fand eine dringend notwendig gewordene Sicherung dieser Grundmauern statt. Im Jahr 1960 wurde eine zurückhaltende Teilrekonstruktion an einigen Bauteilen der Umfassungsmauer ausgeführt, wie sie heute noch am Südosteckturm sichtbar ist. Der fortschreitende Verfall zog eine erneute konservatorische Sanierung des Nord-, Süd- und Westtors zwischen 1987 und 1988 mit sich. Im Jahr 2000 untersuchte der Geoarchäologe Helmut Becker große Bereiche des Kastellinneren geomagnetisch. Die Auswertung der Daten fand jedoch erst 2007 statt und brachte wertvolle Anhaltspunkte für spätere Grabungen.

## Heutiger Zustand

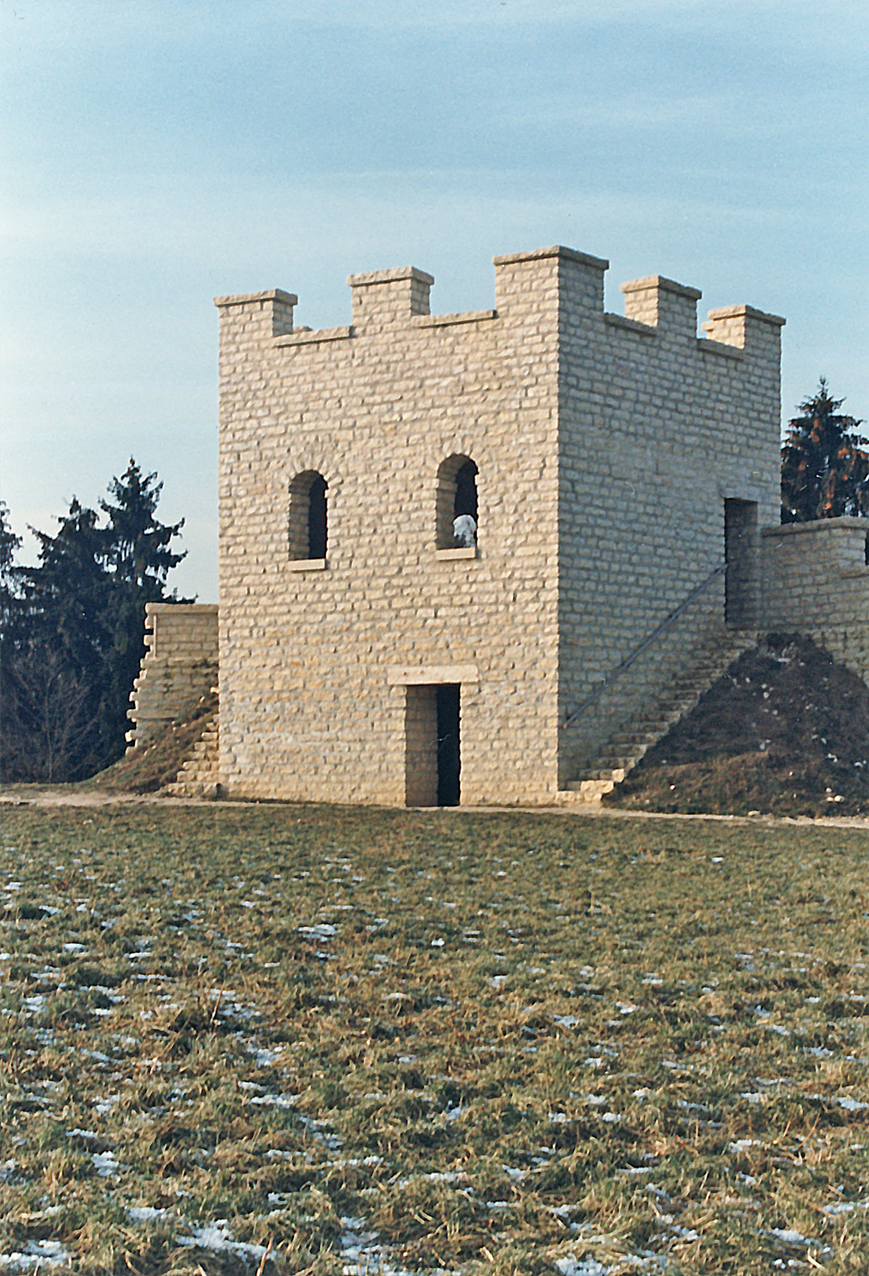
Rekonstruktionsversuch des nordwestlichen Eckturms. Dieser trug in der Antike höchstwahrscheinlich ein Ziegel- oder Schindeldach

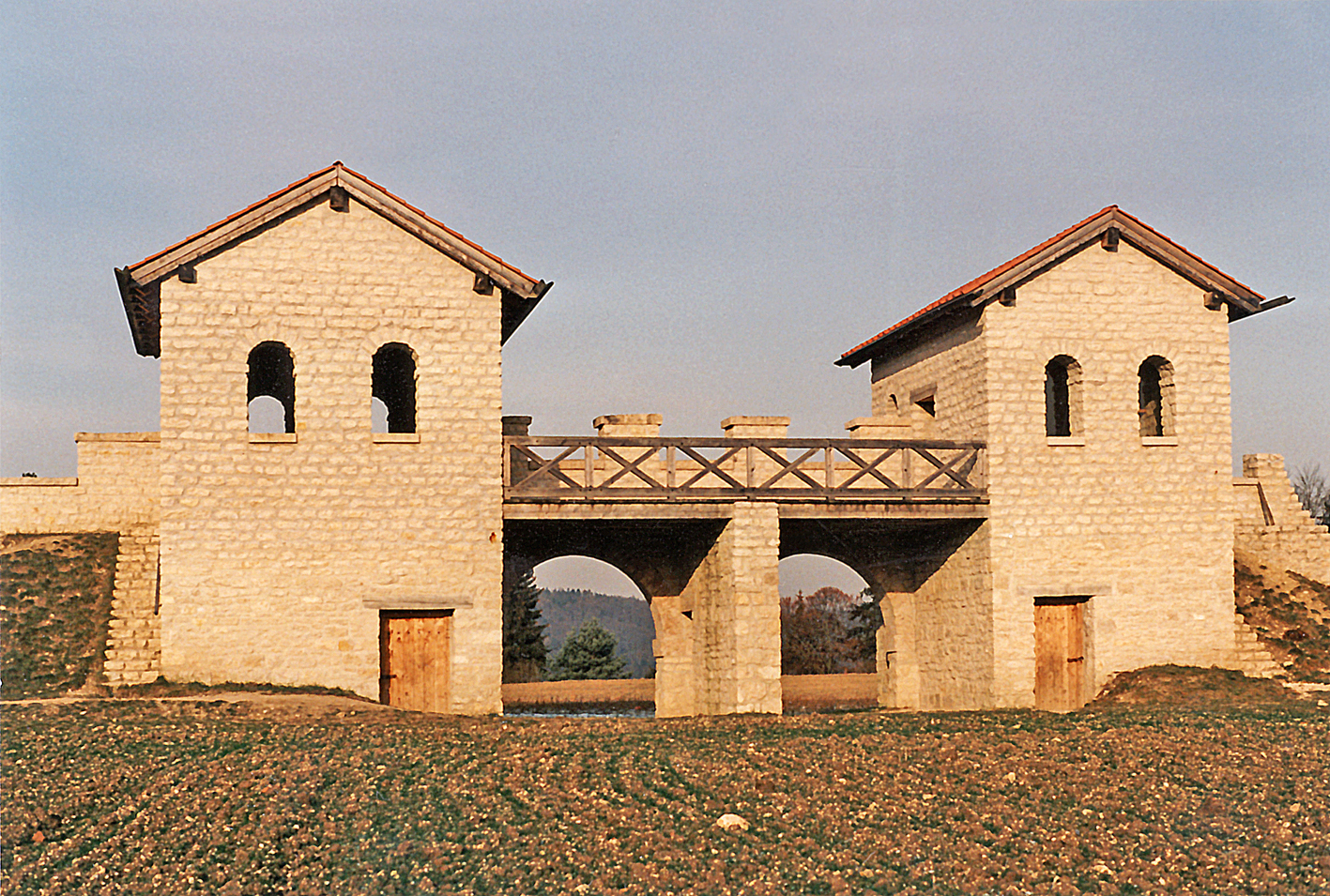
Rekonstruktionsversuch der um ein Stockwerk zu niedrigen Porta praetoria auf den antiken Fundamenten. Blick vom Lagerinneren auf das Tor

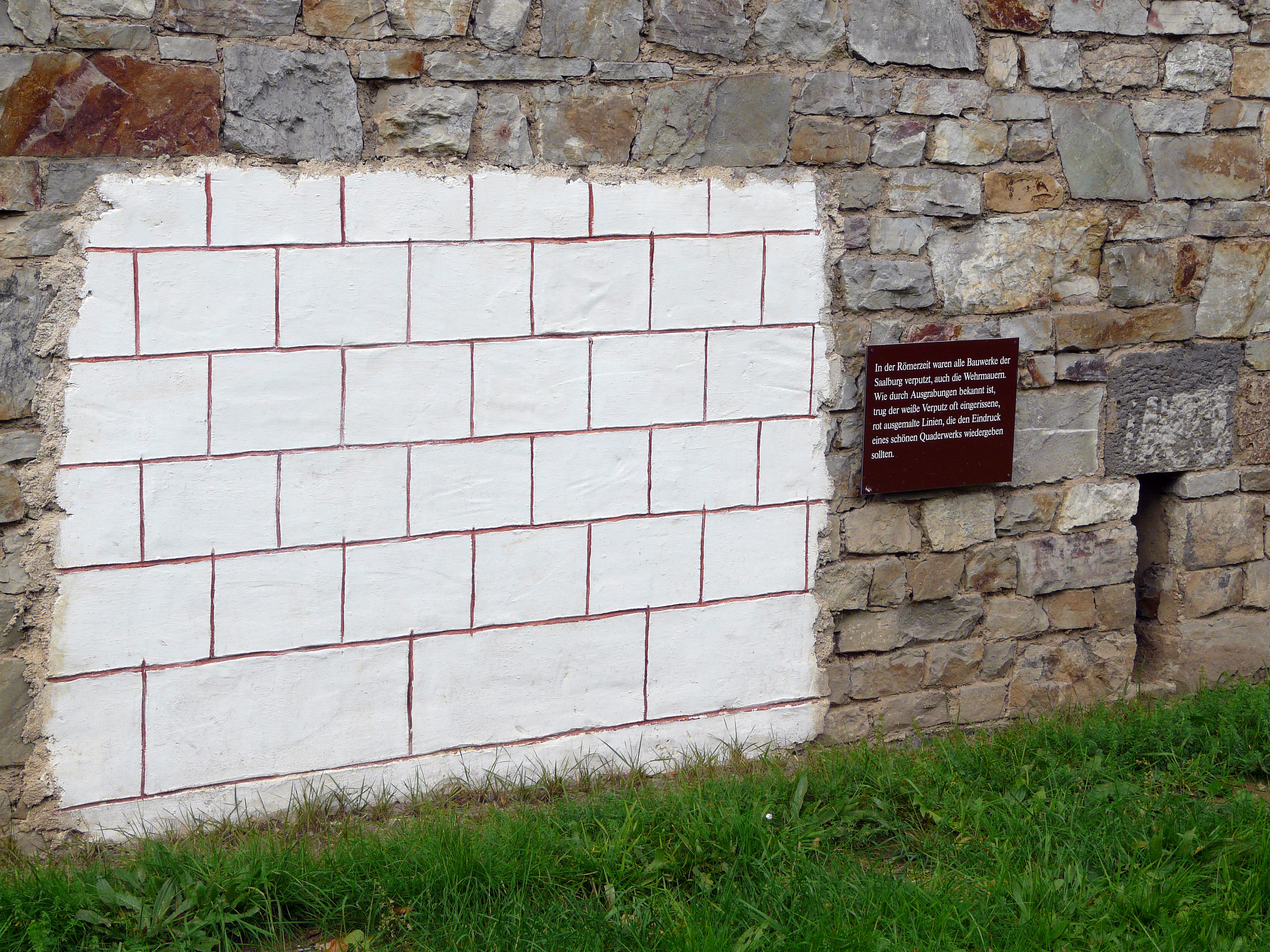
Rekonstruierter Verputz mit aufgemaltem Quadermauerwerk am Kastell Saalburg

Ohne fachbezogene wissenschaftliche Mithilfe und ohne moderne archäologische Voruntersuchung wurden zwischen 1992 und 1994 auf den antiken Mauerstümpfen in großflächiger, jedoch „wenig geglückter Art“ das Nordtor, der Nordwestturm und die dazwischenliegende Umwehrung nachempfunden. Wie bei vielen fachlich nicht unterstützten Initiativen am Limes, einen nicht bekannten antiken Bestand zu ergänzen, wurden dabei teilweise verschiedene Befunde von anderen Kastellen, die in Pfünz nicht gemacht wurden, zusammengefasst. Da man beim Wiederaufbau gleichzeitig jedoch tatsächliche Befunde aus Pfünz nicht berücksichtigte, fehlt dem Nachbau nun das auch bei anderen Kastellen übliche Gesims an Tor und Mauer. Tor und Turm wurden zudem ein Stockwerk zu niedrig wiederaufgebaut und der Eckturm wird in der Antike mit einem Dach ausgestattet gewesen sein, obwohl man bei der RLK-Grabung dazu keinen Anhalt fand. Somit gibt dieser Nachbau nur eine sehr frei interpretierte allgemeine Vorstellung von einem „römischen Kastell“. Ein wesentliches Erscheinungsmerkmal antiker Militärbauten ist ebenfalls nicht dargestellt. So trugen die Anlagen einen weißen Verputz, bei dem mit rotem Fugenstrich ein Quadermauerwerk vorgetäuscht wurde.
Das Innere des Kastellgeländes wird bis heute landwirtschaftlich genutzt.

## Baugeschichte

Rekonstruktionsversuch der Porta praetoria nach Vorstellung von Fischer (2008) und Angaben aus Johnson/Baatz (1987)

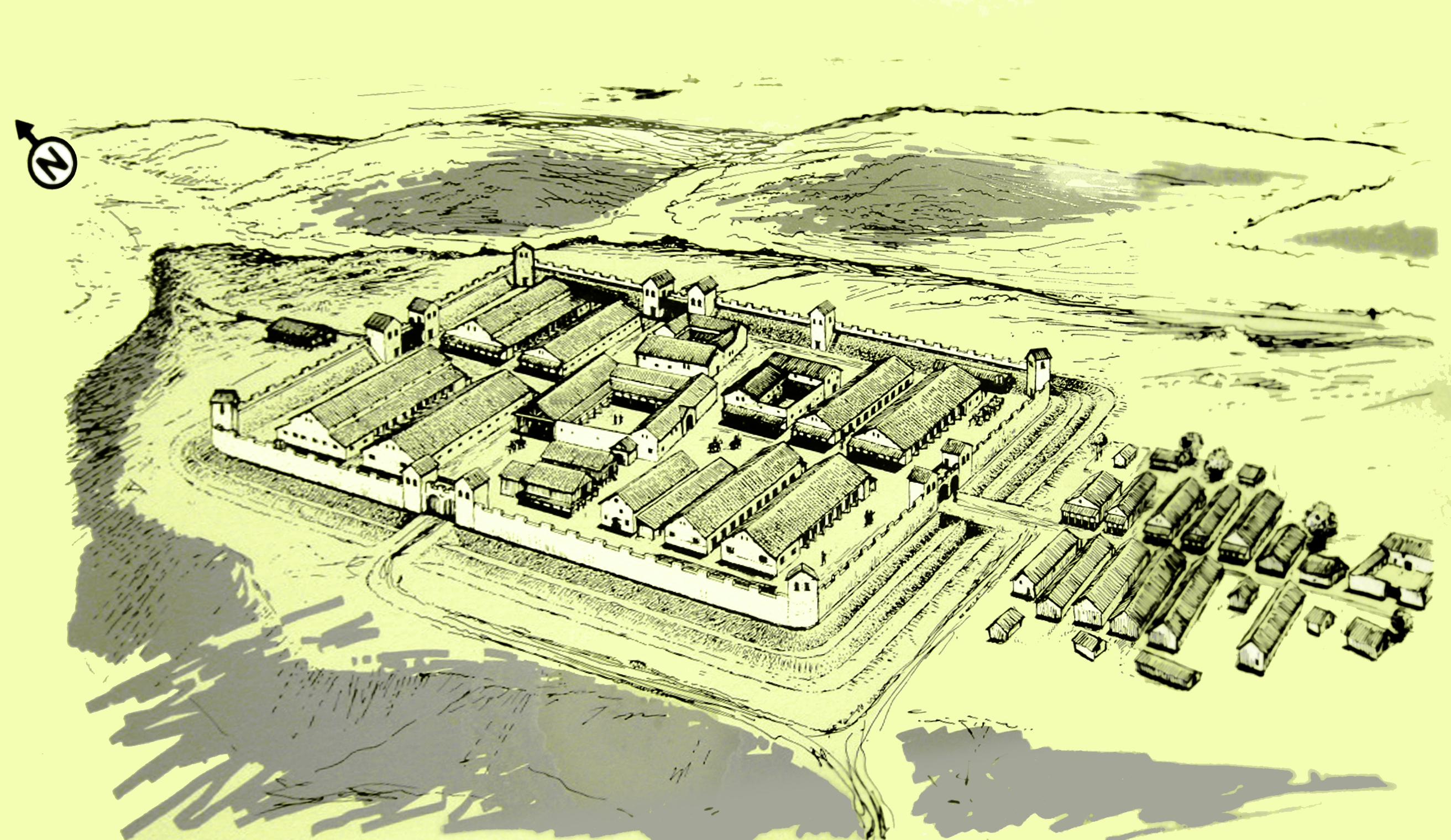
Leicht veraltete Rekonstruktionsskizze des Kastells um 200 n. Chr.

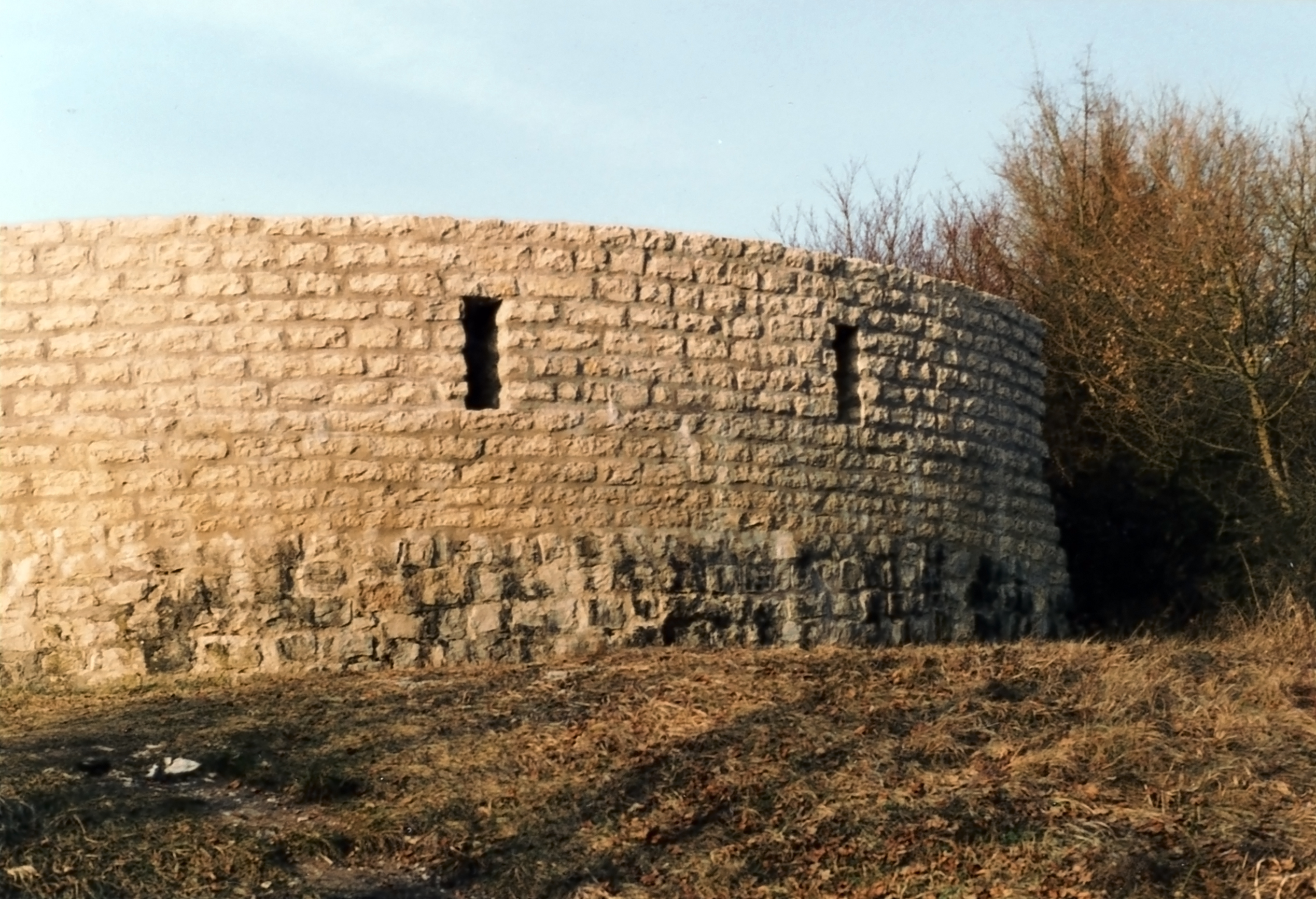
Teilrekonstruierte Südostecke; Deutlich erkennbar ist der authentisch erhaltene Teil im unteren Drittel der Baustruktur (Zustand 1993).

Vetoniana wurde möglicherweise bereits in der Spätzeit Kaiser Domitians um 90 n. Chr. als Holz-Erde-Kastell im Zuge des Straßenbaus von Kastell Kösching (gegründet im Frühjahr 80) zum Kastell Weißenburg (gegründet um 90) errichtet. Nach Jörg Fassbinder könnte der Limes in dieser Zeit entlang der neuen Straße verlaufen sein und Pfünz somit eine Zeitlang direkt an der Reichsgrenze gelegen haben. Spätestens mit der Vorverlegung des Limes auf seine letzte Ausbaustufe nahm Pfünz bis zu seinem Untergang die Position eines rückwärtigen Kohortenkastells am Limes ein. Diese endgültige Grenzziehung kann für die Provinz Raetien in der Regierungszeit Kaiser Hadrians (117–138) verortet werden.
Die Ausgräber erfassten von dem frühen Lager Spuren unter dem Süd- und Nordtor. Wie eine aus dem Torverband stammende, 1888 aufgefundene Bauinschrift an der Porta principalis sinistra deutlich macht, wurde das Kastell während der Herrschaft von Kaiser Antoninus Pius (138–161) in Stein ausgebaut. Die Inschrift gibt jedoch in dem überlieferten Zustand keinen noch genaueren Zeitpunkt preis. Diese Zeit lässt sich auch aufgrund architektonischer Gestaltungsmerkmale am zentralen Verwaltungsgebäude, den Principia, ermitteln. Speziell die später im raetisch-germanischen Raum üblichen, halbrund ausgeführten Apsidien für das Fahnenheiligtum, deren Einrichtung in Pfünz noch fehlt, machen eine grobe Baudatierung für die erste Hälfte des 2. Jahrhunderts möglich. Internationale Untersuchungen zeigen, dass der römische Kastellausbau einem allgemeingültigen Norm-Plan folgte, der den örtlichen Gegebenheiten, der Nutzung sowie der vorgesehenen Mannschaftsstärke angepasst wurde. Die Cohors I Breucorum civium Romanorum, die als Stammbelegung für das Kastell Pfünz nachgewiesen ist, hat neben ihrem eigenen Kastell in Zusammenarbeit mit einer Bauabteilung der 3. Italischen Legion (Legio III Italica) im Jahr 181 auch das kleine Numeruskastell Böhming in Bayern nach möglichen Zerstörungen während der Markomannenkriege (166–180) neu errichtet. Nachdem die aus Regensburg stammende Legionseinheit Tore, Türme und Wehrmauern ausgeführt hatte, wurde die Innenbebauung von der Pfünzer Truppe erledigt. Die Nähe der Cohors I Breucorum zur Regensburger Legion ist zumindest für dieses Jahr belegt, da als Kommandant für die Pfünzer Einheit in der erhaltenen Böhminger Bauinschrift ein Centurio der Legio III Italica genannt wird.

### Umwehrung

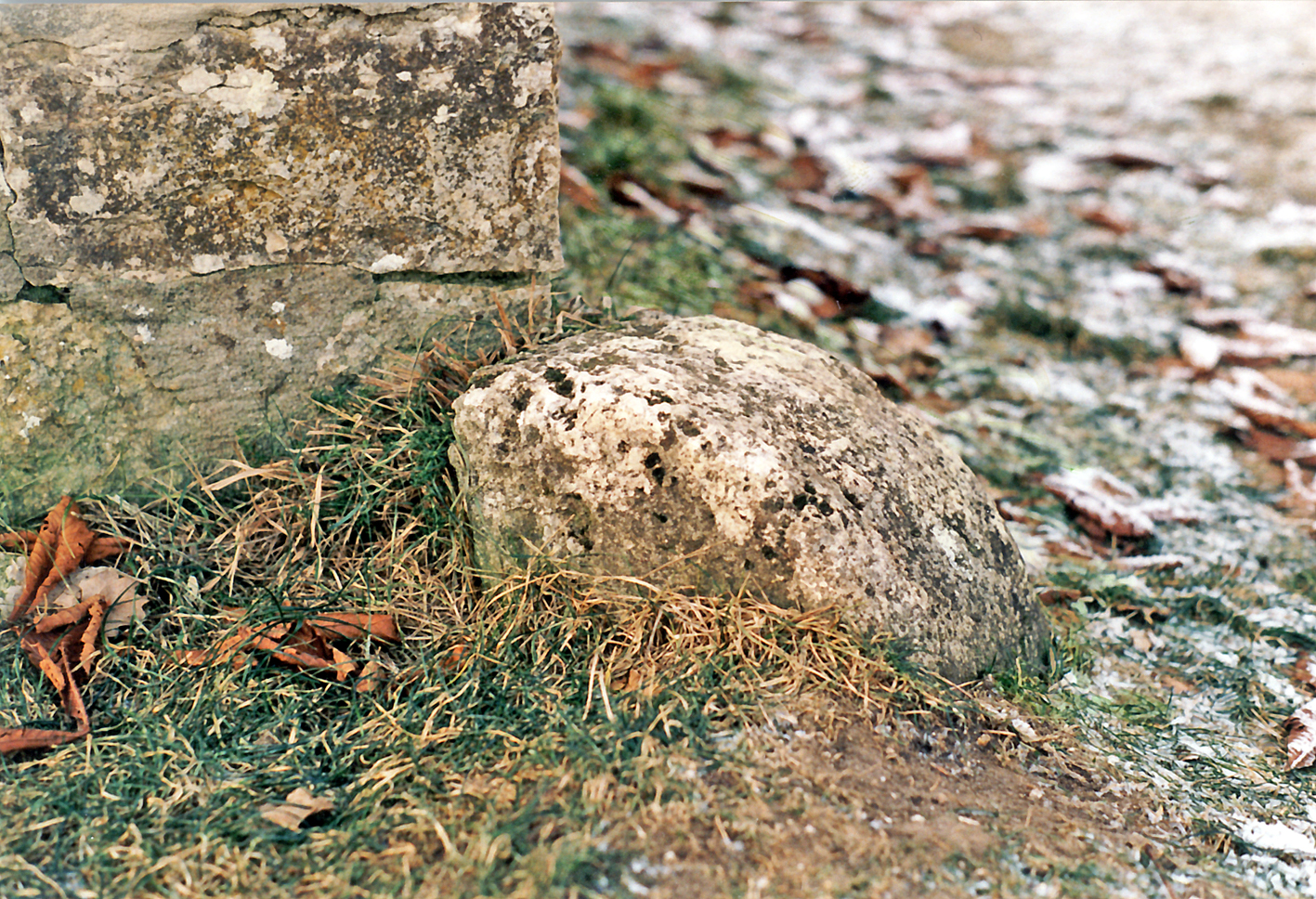
In situ erhaltener Radabweiser am südlichen Torturm (Zustand 1993)

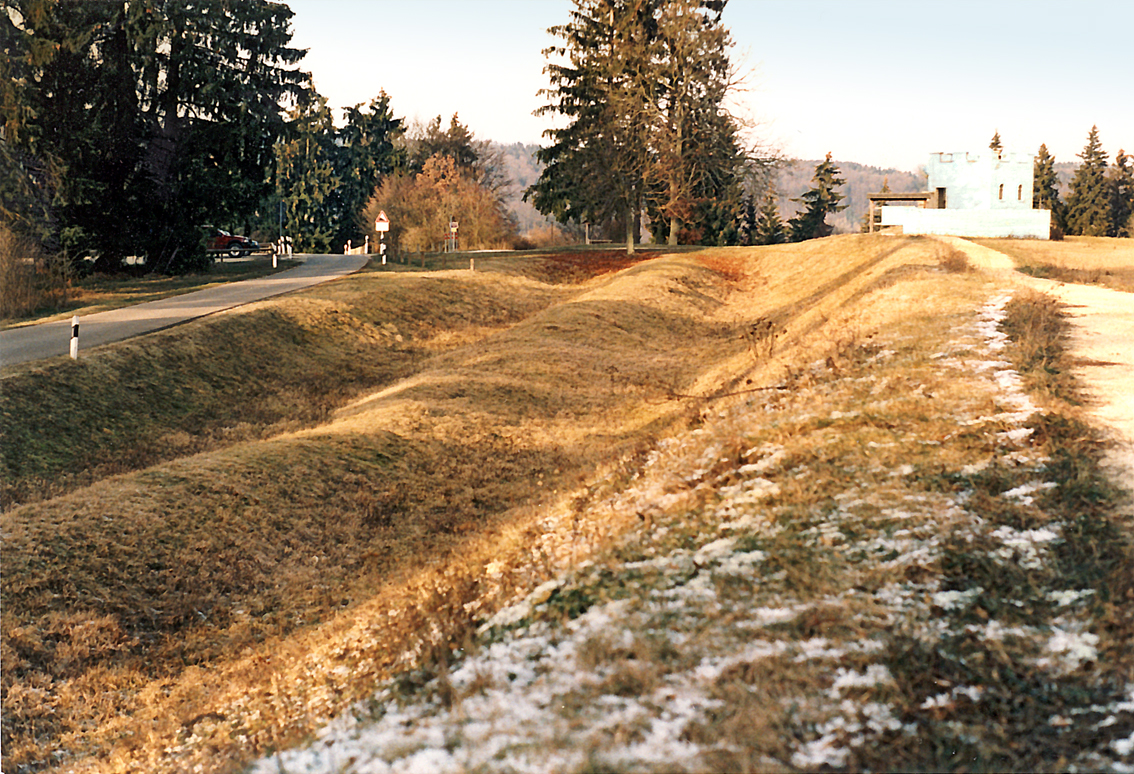
Der in den Jurafelsen gehauene Doppelspitzgraben an der Westseite des Kastells

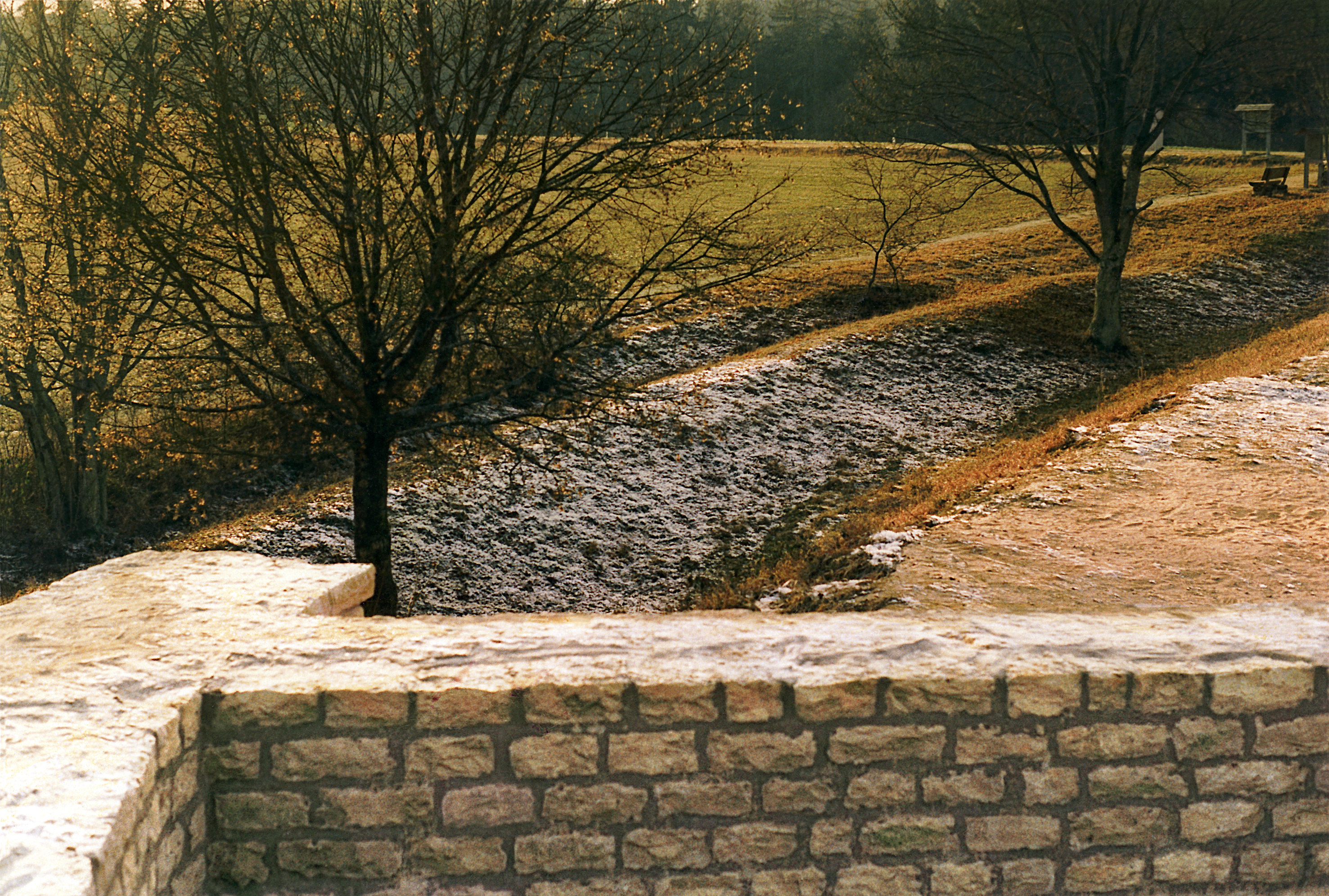
Der Graben an der Südseite, im Vordergrund die teilrekonstruierte Porta decumana

Das Kastell Pfünz bildet im Grundriss ein verschobenes Rechteck (Parallelogramm) mit Ausmaßen von rund 189 (187) × 145 (144) Metern und umschloss rund 2,5 Hektar. Diese Fläche ist noch heute deutlich als erhöhter Wall erkennbar. Da die damaligen Geometer den Grundriss etwas verschoben festlegten, was vielleicht auf Gerätefehler zurückzuführen ist, mussten sich die im Anschluss geplanten, weitgehend standardisierten Gebäude im Kastellinneren den damit verschobenen kreuzförmig zur Lagermitte zusammenlaufenden Hauptstraßen anpassen. Dabei drehte man die ergrabenen Gebäude jedoch nicht nur einfach, sondern plante sie gleichzeitig schiefwinklig. Wie bei den in diese Zeitstellung gehörenden Lagern üblich, besaß die Umwehrung runde Ecken, in denen je ein Wachturm stand. Der 1887 ergrabene nordwestliche Eckturm war bei der Ausgrabung noch rund 0,50 Meter hoch erhalten. Seine Mauerdicke betrug an der Außenseite rund 1,2 Meter, an den Flanken sowie an der dem Lager zugewandten Rückseite maßen die Ausgräber nur 0,85 bis 1,00 Meter. Nach den Ausgrabungsbefunden hat es ansonsten nur einen Zwischenturm in der südöstlichen Retentura, der hinteren Lagerhälfte, gegeben. Alle vier Tore der Anlage sind mit einer Doppelzufahrt ausgestattet, die von zwei Tortürmen flankiert wird. Die das Kastell umlaufenden Doppelspitzgräben folgen den Rundungen der Kastellmauer und setzen an den vier Tordurchfahrten aus. Neuere Untersuchungen haben gezeigt, dass das Lager im Süden nur einen Graben besaß. Der aber war dafür besonders breit und tief.

### Innenbebauung
Von den ergrabenen Fundamenten der Principia (Stabsgebäude) in der Kastellmitte sind heute nur noch leichte Erhöhungen im Gelände erkennbar. Bemerkenswert ist das Fehlen der für Stabsgebäude dieser Zeit am rätischen Limes sonst üblichen großen rechteckigen Mehrzweckhalle, die quer vor der Front der Verwaltungsbauten stand. Die geomagnetische Erkundung von 2000 konnte den ergrabenen Grundriss ergänzen. Die Verwaltungsräume, das Gefängnis und die Waffenkammer gruppierten sich um einen etwas verschobenen rechteckigen Innenhof. Zwei fast gleich große, nebeneinanderliegende rechteckige Anomalien, welche auf der Freifläche dieses Hofes durch Becker nachgewiesen werden konnten, werden als nachrömerzeitlich gedeutet. Durch die alten Grabungen sind zwei beheizbare Räume in der Nord- und Südwestecke bekannt. Das in allen Kastellen mit eigenständigen Besatzungen zu findende Fahnenheiligtum, das sich stets in der Mitte der rückwärtigen Raumflucht eines Stabsgebäudes befand, besitzt in Pfünz noch keine halbkreisförmige Apsis. Die Ausgestaltung des Heiligtums mit Apsiden ist in den römischen Kastellen speziell im germanischen Raum erst seit Mitte des 2. Jahrhunderts üblich geworden, was einen Steinausbau des Kastells bereits in der ersten Hälfte der Regierungszeit des Kaisers Antoninus Pius (138–161) wahrscheinlicher macht. Die aufgefundene Bauinschrift aus jenen Jahren lässt sich nicht näher datieren. Ungewöhnlich ist an den Pfünzer Principia das Fehlen der für diese Zeitstellung in den germanischen Provinzen und Rätien typischen großen Vorhalle, die normalerweise quer über der Via principalis, welche in Pfünz das West- mit dem Osttor verband, stand. Die Entwicklung dieser Vorhallen könnte auch von Rätien ausgegangen sein. Die bisher älteste wurde im Kastell Künzing um 90. n. Chr. errichtet. Aus dem Stabsgebäude stammt ein bronzenes Zehfragment, das zu einer kaiserlichen Panzerstatue gehört haben könnte, wie sie einst im Fahnenheiligtum aufgestellt war. Das Bruchstück datiert in die erste Hälfte des 3. Jahrhunderts.
Westlich des Stabsgebäudes sind zwei Horrea (Speicherbauten) bekannt, östlich wird heute das rund 25 × 30 m große Wohnhaus des Kommandanten (Praetorium) vermutet, das in seinen tatsächlichen Strukturen jedoch weder durch die historischen Grabungen noch durch die Magnetfeldmessungen erkennbar wurde. Südlich der Principia-Nordostecke hatte bereits die RLK eine große Zisterne ausgemacht. Der von den damaligen Ausgräbern nach Abschluss der Arbeiten mit seinem Aushub neu verfüllte Wasserspeicher zeichnet sich durch eine außergewöhnliche Magnetfeldanomalie aus, die offensichtlich durch hochmagnetischen Brandschutt verursacht wird. Dieser gibt einen Hinweis auf das gewaltsame Ende des Kastells. Eine ganz ähnliche Unregelmäßigkeit fand sich bei der geomagnetischen Prospektion des Kastells Theilenhofen. Auch dort wird an der gleichen Stelle eine Zisterne vermutet. Südlich der beiden bereits erwähnten Speicherbauten ist ein 20 × 30 Meter großer massiver Steinbau bekannt, der an seiner Ostmauer noch Reste starker Wandvorlagen zeigt, wie sie von den Horrea im Allgemeinen bekannt sind. Zwischen dem Südwestturm und der Porta decumana lag eine große steinerne Doppelbaracke, von der schon die RLK rund 40 Meter lange Sockelmauern wahrnahm. Alle anderen Unterkünfte für Ross und Reiter sind in verputzter Fachwerkbauweise errichtet worden. Links und rechts der Via praetoria, der Hauptstraße im Vorderlager (Praetentura), konnten nahe der Prätorialfront zwei weitere Doppelbaracken ausgemacht werden. Zwischen diesen und den Principa befanden sich zwei normale Mannschaftsunterkünfte. Gegenüber der bereits genannten steinernen Baracke im Hinterlager (Retentura) lag auf der anderen Seite der Via decumana, der Hauptstraße hinter dem Stabsgebäude, eine weitere Doppelbaracke in Holzbauweise. Die Kopfbauten, in denen der Centurio und eventuell noch weitere Offiziere, Unteroffiziere sowie Personal wohnten, waren zur Via praetoria beziehungsweise zur Via decumana hin ausgerichtet. Die Grundrisse haben gleiche Maße wie in Pförring und Theilenhofen, was auf eine sehr ähnliche Truppenstärke in diesen Kastellen schließen lässt.
Vor der Porta praetoria (Nordtor) der Anlage, westlich der dort herausführenden Straße, entdeckten die Ausgräber ein 37 × 14 Meter großes Horreum (Speichergebäude). Neben dem im Kastellbereich aufgedeckten Speicherbau besaß Pfünz damit ein zusätzliches Lagerhaus.
Bereits rund dreißig Jahre nach dem Steinausbau fand eine Generalsanierung des Kastells statt. Es wird diskutiert, ob sich zu diesem Zeitpunkt bereits Altersschwächen an den Gebäuden zeigten oder ob es sich bei der Bauinschrift für die Jahre 183/184 nicht doch um einen Hinweis handelt, der von der Beseitigung schwerer Schäden während der Markomannenkriege berichtet. In dieselbe Zeit fällt offensichtlich der Wiederaufbau des vorgelagerten Limeskastells Böhming, dessen Steinbauten „über der Brandschicht der ersten Bauten“ errichtet wurden und zu denen auch eine erhaltene Bauinschrift aus dem Jahre 181 zu gehören scheint.

### Bauinschriften

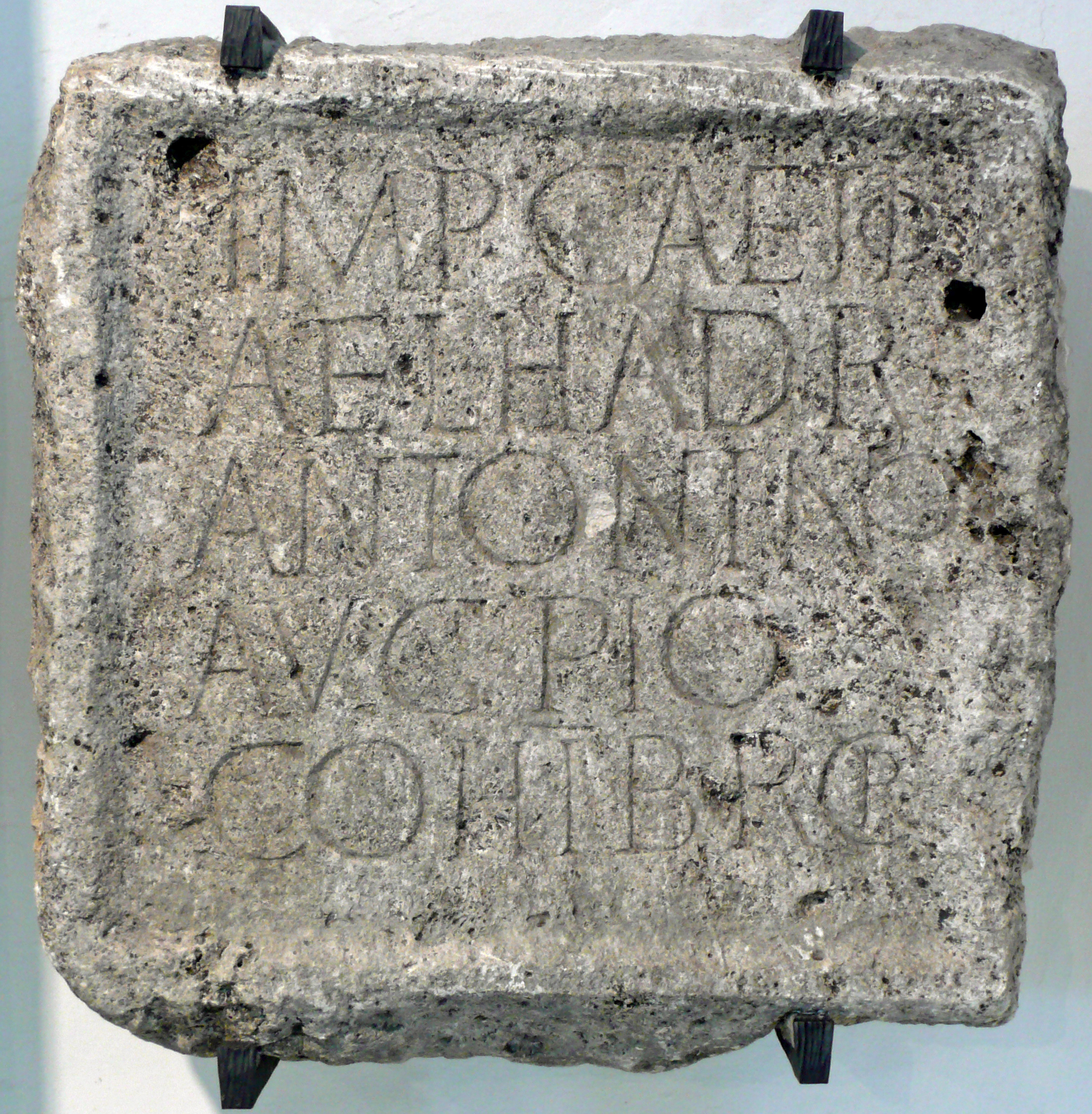
Die Bauinschrift aus der Regierungszeit des Kaisers Antoninus Pius, heute im Museum für Ur- und Frühgeschichte in Eichstätt.

Die Bauinschrift aus den Herrschaftsjahren von Kaiser Antoninus Pius (138–161) lautet:
Imp(eratori) Cae(sari) Tito

Ael(io) Hadr(iano)

Antonino

Aug(usto) Pio

coh(ors) I Br(eucorum) c(ivium) R(omanorum)
Übersetzung: „Für Kaiser Titus Aelius Hadrianus Augustus Pius. Die I. Kohorte der Breuker römischer Bürger.“
Das Original dieser Inschrift befindet sich heute im Museum für Ur- und Frühgeschichte Eichstätt.

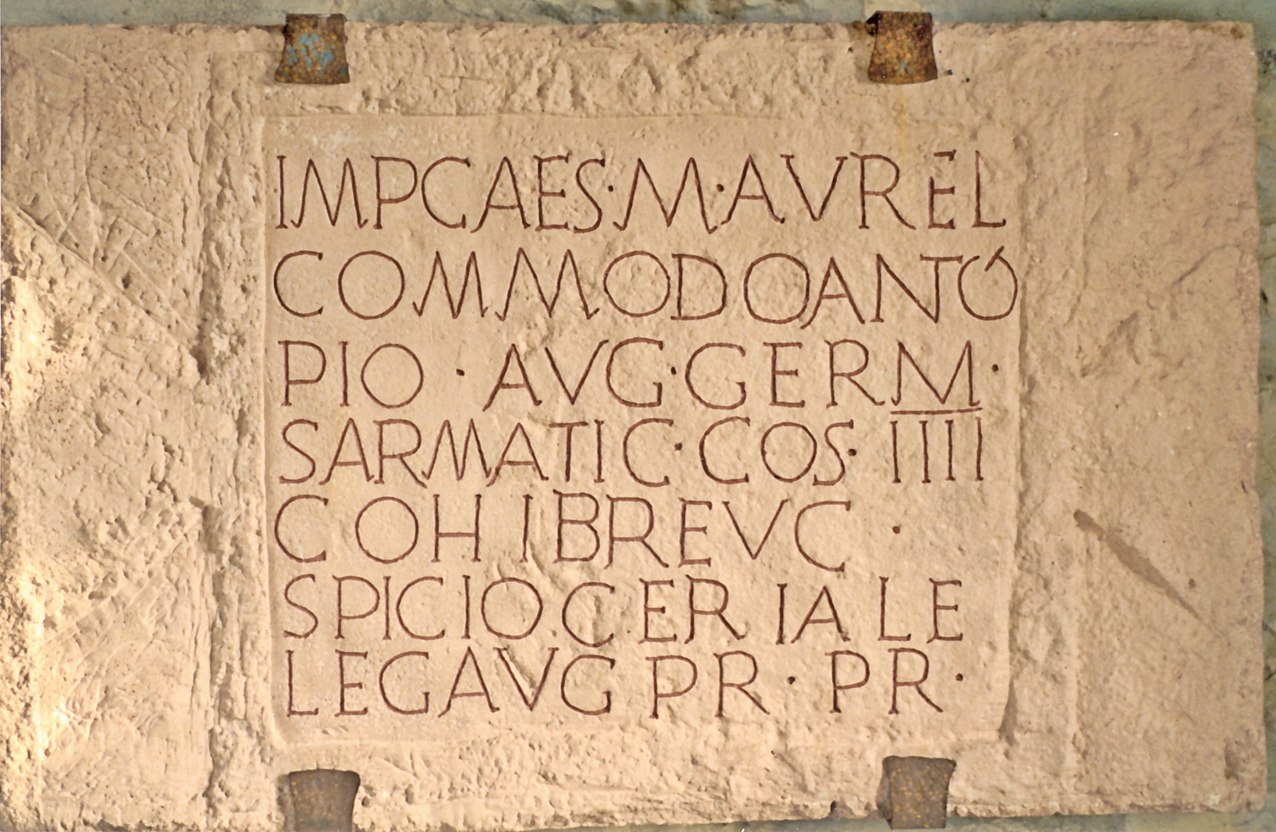
Abguss der Bauinschrift aus den Jahren 183/184

Die 183/184 n. Chr. erstellte Bauinschrift aus den Herrschaftsjahren von Kaiser Commodus (180 bis 192) lautet:
[Imp(eratori) Caes(ari)] M(arco) Aurel(io)

[Com[(modo)] Anto-

[nino Pio] Aug(usto) Germ(anico)

[Sarma]tic(o) co(n)s(uli) IIII

[coh(ors) I] Breuc(orum)

[Spicio] Ceriale

[leg(ato) Aug(usti)] pr(o) pr(aetore)
Übersetzung: „Für Kaiser Aurelius Commodus Antoninus Pius Augustus, dem Sieger über Germanen und Sarmaten, im vierten Konsulat. Die 1. Kohorte der Breuker unter Spicius Cerialis, kaiserlicher Statthalter im Rang eines Praetors.“
Von einer dritten Bau- oder Ehreninschrift, die unter anderem Thomas Fischer mit einer Inspektionsreise von Kaiser Caracalla (211–217) nach dessen Sieg über die Alamannen im Jahre 213 verbindet, blieben lediglich einige lose Bronzebuchstaben erhalten. Auch aus den Kastellen Eining, Kösching Faimingen, Steinkirchen, Böbingen, Saalburg und Feldberg, Pförring, Oberhochstatt und Gnotzheim sind Steintafeln mit aufgesetzten Buchstaben bekannt.

## Zerstörung
Die Ausgräber von Pfünz hatten an den Toren zwei Zerstörungshorizonte beobachtet, wobei sie den älteren einem Markomannenangriff zuordneten. Aus einem unbekannten Grund wurde zu einem fraglichen Zeitpunkt an der Porta principalis sinistra (linken westlichen Seitentor) eine Zufahrt vermauert. Zumindest die letzte Zerstörung im 3. Jahrhundert – nach früher einhelliger wissenschaftlicher Meinung im Zeitraum des ersten Alamannensturms 233/234 – geschah plötzlich und infolge eines unerwarteten Angriffs auf das Kastell. Als Belege für diese Überrumpelung galten neben der jüngeren, mächtigen Brandschicht die Funde von drei im Ostturm des Südtores (Porta decumana) an der Wand lehnende eiserne Schildbuckel. Die dazugehörigen, vergangenen Schilde waren dort wohl abgestellt worden und konnten von ihren Besitzern offensichtlich nicht mehr erreicht werden. Weitere Schildreste sollen auch vor dem Tor gefunden worden sein und Skelette von vermutlich Erschlagenen lagen im südlichen Torturm. An der Südwestecke der Principia befand sich eine Eisenkette mit einem verschließbaren Ring, in dem noch der Unterschenkelknochen eines Gefangenen steckte. Durch den unerwarteten Angriff hatte man die Person nicht mehr aus dem Gefängnis befreien können und sie war mit dem Stabsgebäude verbrannt. Des Weiteren konnten zwei Pferdeskelette sowie vier Lanzenspitzen aus diesem Zerstörungshorizont in der zugemauerten Durchfahrt am Westturm geborgen werden.
Pfünz, Osterburken sowie das Kastell Niederbieber gelten als seltene Beispiele, bei denen der Nachweis eines kämpfenden Untergangs der Kastellbesatzungen erbracht werden konnte. Neben dem Pfünzer Kastell wurde damals auch dessen Lagerdorf (Vicus) zerstört. Ein späterer Wiederaufbau sowie eine Neubelegung des Kastells bis zum endgültigen Limesfall um 259/260 konnten bisher nicht nachgewiesen werden. Gingen Wissenschaftler lange Zeit von der These eines alles zerstörenden Alamannenangriffs aus, brachte der amerikanische Historiker Lawrence Okamura eine neue These auf. Seiner Überlegung nach sei ein Überraschungsangriff auf das sehr exponiert gelegene Kastell Pfünz eher unwahrscheinlich. Auch wenn Alamannen über das auf dem Felssporn gelegene Lagerdorf gekommen wären, hätten die Wachen noch Zeit zur Alarmierung gehabt. Dies sei offenbar aber nicht geschehen. Laut dem Befund einer plötzlichen Vernichtung nahm Okamura daher an, dass die Kastellbesatzung ihre Angreifer als solche möglicherweise überhaupt nicht erkannt hat und ihnen vielleicht selbst das Tor öffnete. Wäre dem so, dann müsste laut Okamura der Gegner ebenfalls eine römische Truppe gewesen sein, die im Zuge ihrer Aktion nicht nur die militärischen Einrichtungen, sondern auch das angrenzende Lagerdorf geplündert und zerstört hätte. Der Historiker kam daher zu dem Schluss, dieses Ereignis der erfolgreichen Usurpation des Maximinus Thrax im Jahr 235 zuzuordnen. Als aktiver Offizier hatte Maximinus im Gegensatz zu dem regierenden Kaiser Severus Alexander die Mehrzahl der Truppen hinter sich bringen können. Möglicherweise ist in Pfünz daher an innerrömische Kämpfe zu denken, die während des 3. Jahrhunderts nicht ungewöhnlich waren. Doch auch Okamuras Überlegungen lassen sich nicht beweisen, da vereinzelt aufgelesene Münzen aus dem Lagerdorf bis in die Regierungszeit des Kaisers Gordian III. (238–244) reichen. Fischer äußerte sich 2008 aufgrund dieser Befundlage vorsichtiger und nannte als Zeitspanne der Zerstörung die Jahre „um die Mitte des 3. Jahrhunderts“.

## Offiziere und Truppe
Als einzige Truppe ist aus Pfünz eine rund 500 Mann starke teilberittene Grenzschutzabteilung römischer Bürger bekannt, die aus zehn Zügen bestand, davon sechs Hundertschaften (Centuriae) sowie einem Kavallerieregiment aus vier Eskadronen (Turmae). Diese für das rätische Limesgebiet typische Truppenkonstellation wurde in der Antike Cohors equitata genannt. Der vollständige Name dieses Grenzschutzkommandos war ab dem 2. Jahrhundert Cohors I Breucorum civium Romanorum equitata. Sie trug zeitweise Ehrentitel wie Valeria victrix und torquata ob virtutem appelata. In einigen Inschriften aus Pfünz wird sie auch Cohors I Breucorum Antoniniana genannt. Die bisher früheste bekannte Nennung dieses Verbandes stammt vom 13. Mai 86 n. Chr. Ein sehr gut erhaltenes Militärdiplom, das mutmaßlich in Bulgarien gefunden wurde und 2008 erstmals publiziert wurde, nennt die Cohors I Breucorum – noch ohne Ehrentitel – als in Rätien stationiert. Oberkommandierender des Rätischen Heeres war zu dieser Zeit Titus Flavius Norbanus.
Mehrere Offiziere der Castra Vetoniana sind namentlich bekannt. Auf einem 1911 bei Ausgrabungen entdeckten Grabstein aus Nassenfels (Vicus Scuttariensium) wird überliefert, dass dort der Pfünzer Grenzschutzkommandeur (Praefectus cohortis) Puplius Crepereius Verecundus seine Frau Valeria Honorata zu Grabe trug. Die Inschrift lautet:
Dis Ma-

nibus

Valeriae

Honora-

tae P(ubli) Cre-

perei Ve-

recundi praef(ecti)

coh(ortis) I Breu(corum) uxori
Übersetzung: „Den Tötengöttern. Für Valeria Honorata, der Gattin des Publius Crepereius Verecundus, des Kommandeurs der 1. Kohorte der Breuker.“
Die Inschrift nennt keine Jahreszahl. Aus der bereits erwähnten Bauinschrift des Kastells Böhming geht hervor, dass der Centurio Aelius Fortis im Jahre 181 Kohortenführer in Pfünz war. Weitere Offiziere sind der für eine Schwadron (Turma) der Truppe zuständige Decurio Julius Maximus aus der oben genannten Weihinschrift, der Decurio Flavus Alpinus und der Decurio Flavus Norsanus. Für die Fußtruppen ist unter anderem Crispus Paternus bekannt, der eine Zenturie führte. Über die Landesgrenzen hinaus wurde der 1857 während des Abbruchs der Nikolauskirche zu Tage gekommene beschädigte Weihealtar des Decurios Titus Flavius Romanus bekannt. Der aus der heute sich in den Niederlanden befindenden Stadt Ulpia Noviomagus Batavorum stammende Offizier mit dem Beinamen Romanus (der Römer), diente in einer Ala I Flavia (1. flavische Reitereinheit). Die nächste von Pfünz gelegene Ala dieses Namens war die mit dem römischen Bürgerrecht ausgestattete Ala I Flavia singularium civium Romanorum pia fidelis im Kastell Pförring. Ein im Jahr 1900 bei den Grabungen im Kastell gefundener bronzener Panzerbeschlag trug die nicht mehr problemlos zu identifizierenden Namen mehrerer Besitzer. Am linken Rand: C(enturia) Memoris Cerialis (oder Cerini), am rechten Rand: C(enturia) Patru(ini) C(enturia) Ma(n)sueti Terti. Das heute in Eichstätt zu findende Stück datiert in das 3. Jahrhundert n. Chr. Zwei Übersetzungsmöglichkeiten: Zenturie des Memor, Eigentum des Cerealis; Zenturie des Patruinus; Zenturie des Ma(n)suetus, Eigentum des Tertius oder Zenturie des Memor Cerealis; Zenturie des Patruinus; Zenturie des Ma(n)suetus Tertius.

### Grenzschutzkommandeure der Cohors I Breucorum civium Romanorum
| Name                          | Rang                                       | Zeitstellung          | Bemerkung |
| ----------------------------- | ------------------------------------------ | --------------------- | --- |
| Publius Crepereius Verecundus | Praefectus cohortis                        | ca. 106/117 ≈ 120/125 | seine Frau Valeria Honorata wurde zwischen 71 und 130 n. Chr. auf dem Gräberfeld von Scuttarensium (Nassenfels) beerdigt |
| Marcus Tullius Liberalis      | Praefectus cohortis                        | ca. 9/254             | wird in einer Grabinschrift im kleinasiatischen Tarsus genannt                                                           |
| Caius Geminus Priscus         | Praefectus cohortis                        | ca. 40/254            | wird in einer Ehreninschrift im oberitalienischen Lomello genannt                                                        |
| Marcus Aulius Albinus         | Praefectus cohortis                        | ca. 101/200 n. Chr.   | wird auf einer Statuenbasis bzw. einem Sockel aus Alvignano in Süditalien genannt                                        |
| Aelius Fortis                 | Praepositus cohortis und Centurio legionis | 181                   | leitete Bauarbeiten am Kastell Böhming                                                                                   |

### Weihinschrift
Aus Böhming ist eine datierbare Weihinschrift aus der Regierungszeit Kaiser Caracallas bekannt, die von der in Pfünz liegenden Cohors I Breucorum stammt und vielleicht nach Abschluss einer erfolgreichen Militäraktion aufgestellt worden ist. (Belegstelle: IBR 00290)
] Fo[r]-

[tuna]e Red(uci)

[coh(ors) I Br(eucorum)] Anto(niniana)

v(otum) [s(olvit) l(ibens)] l(aetus) m(erito)

Laeto II co(n)[s(ule)]
Übersetzung: „Der zurückführenden Fortuna. Die 1. Kohorte der Breuker hat ihr Gelübde gern, freudig und nach Gebühr eingelöst unter dem Konsul Laetus II.“
Der feststehende Begriff Fortuna Redux ist sowohl auf Steininschriften als auch auf Münzen überliefert. Die Römer verwendeten ihn für Jupiter und Fortuna in Bezug auf eine glückliche Heimkehr, die ihnen von diesen Göttern geschenkt worden war. Quintus Maecius Laetus II war zusammen mit Marcus Munatius Sulla Cerialis im Jahre 215 Konsul. Wie bereits erwähnt, regierte zu dieser Zeit Kaiser Caracalla, der nachweislich im Jahr 213 seinen Germanenfeldzug unternahm.

## Vicus I

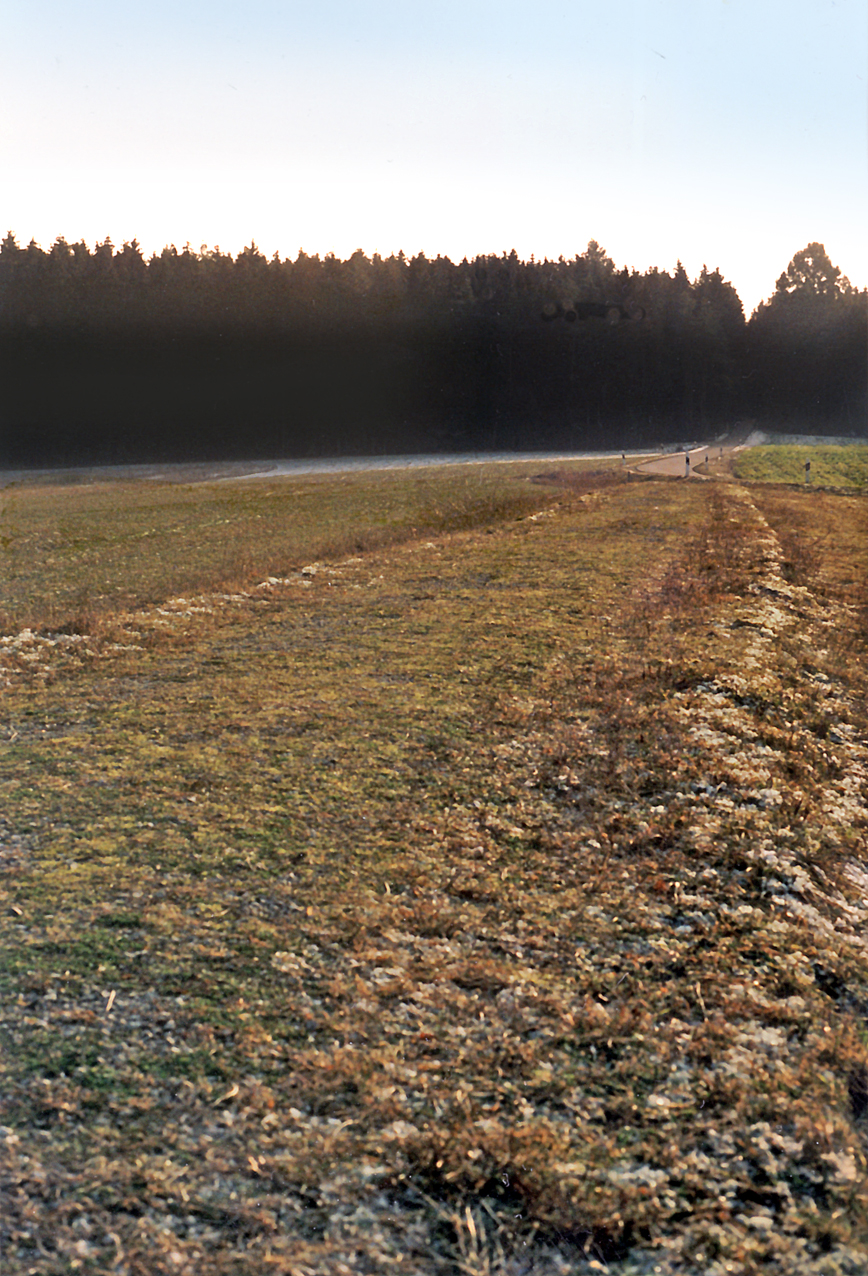
Die aus dem Südtor laufende Straße führte über Nassenfels zur Donau. Der sich links und rechts des erhaltenen Straßendammes erstreckende Vicus reichte ungefähr bis zum heutigen Waldrand (Zustand 1993).

Ein besonderes Augenmerk richteten die Ausgräber auf den zivilen Bereich des im Zuge der Wehranlage errichteten Lagerdorfes, des Vicus, sowie das angrenzende Gräberfeld. Es wurde festgestellt, dass sich das hinter dem Südtor beginnende Lagerdorf rund 400 Meter in südliche Richtung ausbreitete. Man erkannte 137 Objekte, zumeist gemauerte Überreste der für obergermanisch-rätische Limeskastelle typischen Langhäuser, von Kellern, Gruben und Zisternen, die sich entlang der Straße nach Süden reihten. Von Bedeutung war die Aufdeckung dreier Tempelanlagen. Ein Heiligtum, das weiter unten besprochene Dolichenum, lag vor dem Südtor. Der zweite Tempel, eine Rundanlage mit drei Kultnischen, befand sich am Südende des Lagerdorfs. Die dort verehrten drei Gottheiten können nur vermutet werden. Südöstlich des Brandgräberfeldes, das gegenüber dem Dreinischentempel entlang der Straße lag, wurde der dritte, recht kleine Tempel mit Vorhalle und Cella ausgegraben.
Gemeinsam mit dem Kastell wurden auch der Vicus und die Infrastruktur des Platzes zerstört. Während der Ausgrabung konnten überall Brandspuren ermittelt werden, in einem der Häuser fanden sich verbrannte Menschenknochen. Der schlagartige, verheerende Angriff führte dazu, dass die Bewohner nicht einmal die Zeit fanden, ihre Wertgegenstände zu verstecken. Eine Plünderung der vielfach kostbaren Gegenstände durch die Angreifer fand entweder nur oberflächlich oder überhaupt nicht statt. Neben dem Hort aus dem Dolichenum entdeckten die Ausgräber vollständige, zum Teil hochwertige Militaria (Paraderüstungen, Reiterhelme, Waffen), Bronzegefäße, Werkzeuge und weiteren Schmuck.
Durch das Auffinden der genannten Gegenstände und die Tatsache, dass im Vicus zusätzlich Hohlziegel und Heizkacheln für Fußbodenheizungen sowie Terra Sigillata entdeckt wurden, konnte darauf geschlossen werden, dass es in Pfünz durchaus wohlhabendere Bevölkerungsschichten gegeben haben muss, die sich gewisse römische Annehmlichkeiten leisten konnten.

### Jupiter-Dolichenus-Heiligtum

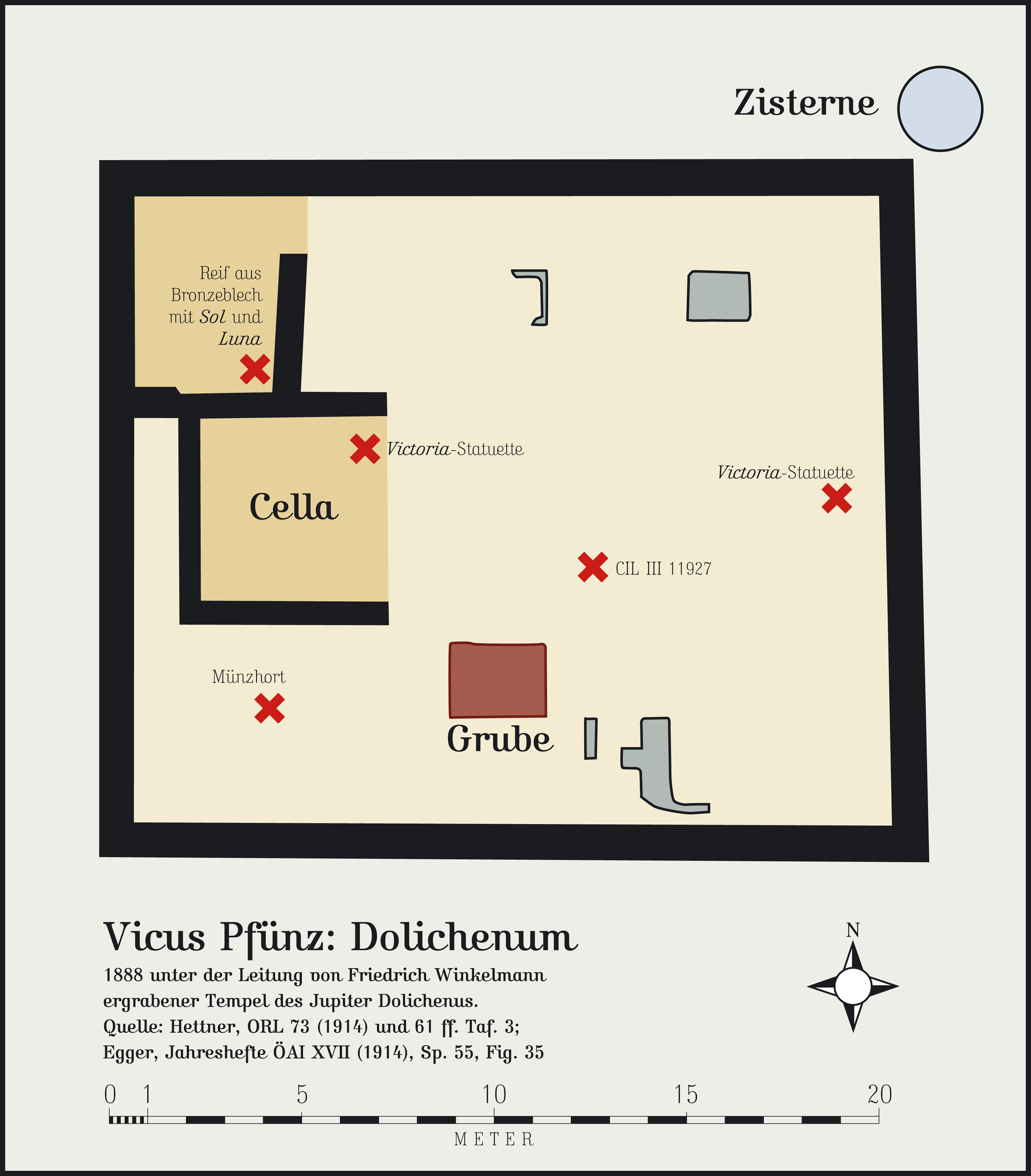
Das Dolchenium mit Eintragungen einiger Fundorte wichtiger Gegenstände

Ein Bauwerk, das rund 50 Meter vor dem Südtor lag, war Jupiter Dolichenus, einem kleinasiatischen Soldatengott, geweiht. Das Dolichenum wurde 1888 ergraben. Der fast rechteckige Tempel besaß eine Länge von 21,10 und 21,45 Metern und eine Breite von 18 und 18,20 Metern. Die 0,90 Meter starken Umfassungsmauern des Heiligen Bezirks waren noch auf einer Höhe zwischen 0,20 und 0,50 Metern erhalten. Die fast in der Achse des Kultbezirks, 1,20 Meter von der westlichen Umfassungsmauer entfernt liegende 4,80 × 4,80 Meter große Cella war nach Osten hin offen. Ein nördlich zwischen der Cella und der nördlichen Längsmauer angebauter Raum wurde von den Ausgräbern als Sakristei angesprochen. Die seitlich vor der Cella liegende 1,70 Meter tiefe rechteckige Grube könnte als Keller oder Zisterne gedient haben. Die aufgefundenen gemauerte Basen im Heiligen Bezirk trugen einst Votivsteine. Während der Grabung wurden im Dolichenum zwei Votivtäfelchen aus Bronzeblech mit der Inschrift Iovi Optimo Maximo Dolicheno entdeckt. Eines trug den Namen des weihenden Priesters Demittius (= Domitius). Auf einem dritten Bronzeplättchen-Bruckstück ist die Inschrift nur noch unleserlich erhalten geblieben.
Aus dem Schutt des Tempels bargen die Ausgräber einen Hort aus eng aneinanderliegenden Schmuckstücken und Geld: Neben einem Tongefäß, das mit einer Schieferplatte abgedeckt war, wurden zwei Armreife, ein Karneol ohne Fassung, ein Fingerring mit Karneol sowie 95 Silberdenare entdeckt. Daneben lagen die Überreste eines Menschen, der vielleicht versucht hatte, die Wertgegenstände zu retten. Das älteste Stück aus dem Münzhort, der auch als Pfünzer Münzschatz bekannt wurde, war eine Prägung der Faustina Minor († 176). Er endete mit sechs Denaren der Julia Mamaea († 235). Die drei meistvertretenen Münztypen waren die der Kaiser Septimius Severus (193–211) mit zwölf Stücken, Elagabal (218–222) mit 22 Stücken sowie Severus Alexander (222–235) mit 30 Stücken. Mit Ausnahme des singulären Denars der Faustina Minor stammen alle Münzen aus der severischen Epoche (193–235). Die Schlussmünze stammt aus dem Jahr 232.
Neben diesem Hort wurden auch zwei aus verzinnter Bronze hergestellte Viktoria-Statuetten im Tempelareal geborgen, von denen sich eine vor der Cella und die andere im Eingangsbereich fand. Es zeigte sich, dass diese 0,89 und 0,78 Meter hohen Figuren, die je einen Siegerkranz und einen Palmzweig trugen, einst die Spitzen von Votivdreiecken bekrönten. Beide Darstellungen gelten heute als verschollen. Im Sommer 1997 fand ein Spaziergänger im Bereich des Tempels eine weitere Viktoria-Statuette, die – auf einer Weltkugel stehend – gleichfalls einen Palmzweig und einen verlorenen Siegerkranz trug.
Vor dem Tempelbezirk konnte eine 3,50 Meter tiefe Zisterne aufgedeckt werden, die offenbar für kultische Handlungen benötigt wurde.
Der Niedergang des Kultes begann nach 235 mit dem Ende der severischen Dynastie. Die meisten Heiligtümer wurden aufgelassen oder niedergebrannt. Aus der darauffolgenden Epoche gibt es nur noch sehr wenige Zeugnisse für die Verehrung des Jupiter-Dolichenus.

### Gräberfeld
Das südlich des Lagerdorfs gelegene Brandgräberfeld konnte in einer Länge von 70 Metern erschlossen werden. Noch weiter südlich wurden außerdem zwei Grabhügelgruppen, bestehend aus sieben Hügelchen als mit Sicherheit römerzeitlich gedeutet.

## Vicus II: Handwerkerviertel
Einen von der Reichs-Limeskommission nicht mehr in die Veröffentlichungen aufgenommenen Bereich des Vicus stellt das Handwerkerviertel dar. Es befand sich im Osten des Kastells an der Talsohle zwischen Pfünzer Bach und dem zum Kastellplateau führenden Steilhang. Die nie vollständig veröffentlichten Grabungsbefunde zu diesem Grabungssektor umfassten drei Töpferöfen, Eisenschmelz- und Schmiedeöfen, Gebäudereste, Zisternen, Brunnen, Abfallgruben und Weiteres. Obwohl der eigentliche Lagerdorfbereich auf dem 40 Meter hohen Bergsporn zwar hervorragend für eine Verteidigung geeignet war, konnten die Handwerker dort nicht die für sie notwendige Infrastruktur einrichten. Für die vielen Betriebe war eine konstante Wasserzufuhr wichtig, weshalb diese am Pfünzer Bachlauf gegründet wurden.

### Kastellbad

Die von Friedrich Winkelmann im ausgehenden 19. Jahrhundert untersuchte Therme

Nördlich der Eisenschmelze, ebenfalls im Tal und direkt unterhalb des Osttores gelegen, konnten die gut erhaltenen Fundamente eines groß dimensionierten Kastellbades, dessen Bodenbelag aus qualitätvollem Solnhofener Plattenkalk bestand, untersucht werden, das vom Kastell aus über einen Serpentinenweg erreichbar war. Nach der Freilegung im 19. Jahrhundert ging das Wissen um die genaue Lage dieses Bades, das zum Reihentyp gehörte, jedoch zeitweilig wieder verloren. Der Bau war mit seiner Längsseite genau ausgenordet.
Eine geomagnetische Begehung des Bades und seines Umfeldes, die im Zuge der Entdeckung einer möglichen Mansio 2010 erfolgte, erfasste zwischen der Therme und dem Hang des Bergsporns Anomalien, die auf Gebäude hinweisen könnten, welche in nachrömischer Zeit durch abgehendes Geröll und Erde verschüttet wurden.

### Mansio

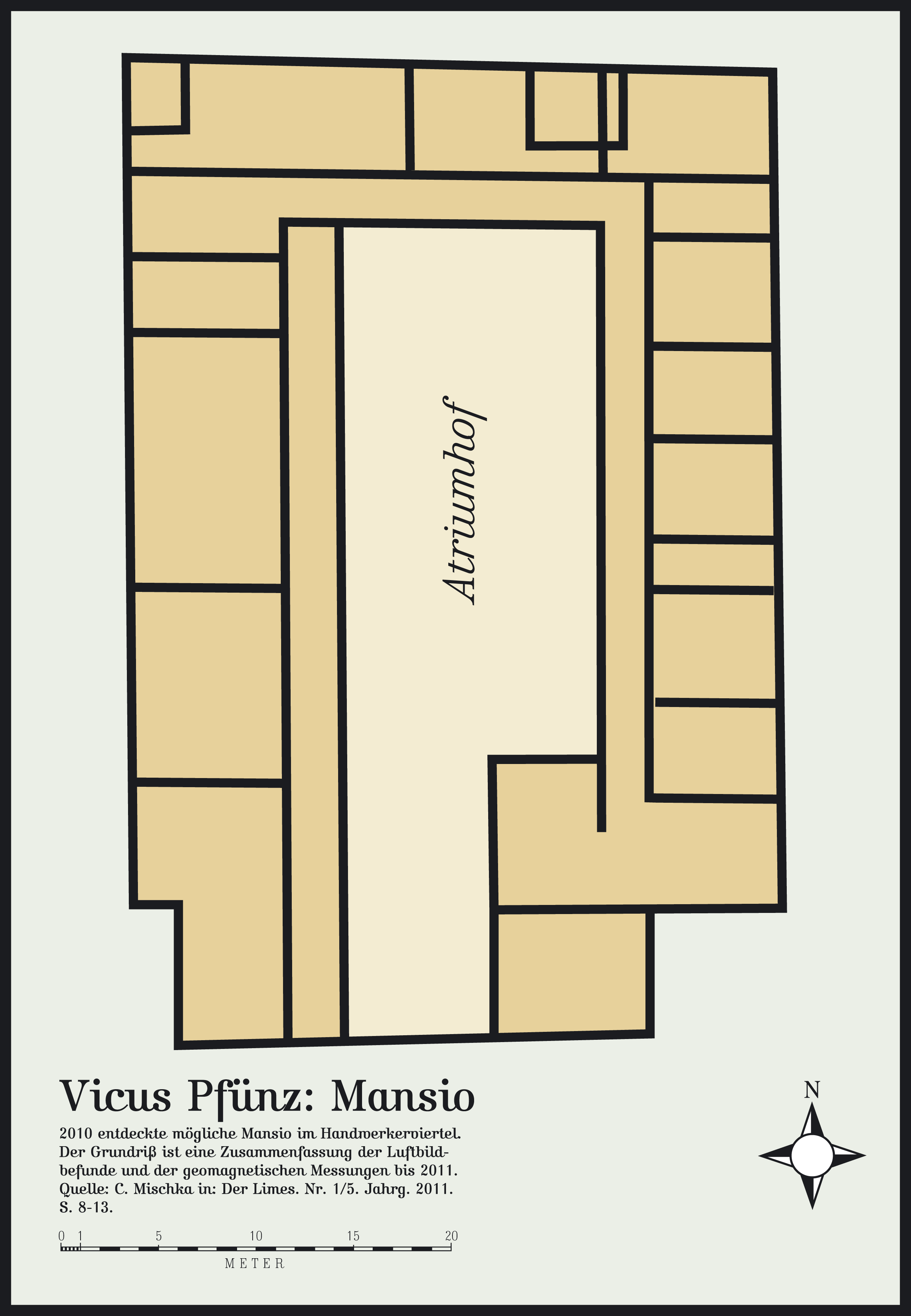
Die Mansio nach Luftbildern und der geomagnetischen Prospektion

Im Sommer 2010 wurden bei einem Luftbildüberflug in einem Feld Strukturen eines komplexen, rund 40 × 34 Meter großen rechteckigen Gebäudes südlich der Therme sichtbar. Der wie das Bad mit seiner Längsseite ausgenordete Bau besaß einen sich nach Süden verengenden und öffnenden Atriumhof sowie einen im Westen, Osten und Norden erkennbaren, rund zwei Meter breiten Umgang, an den sich mindestens 16 rechteckige Raumgruppen anschlossen. Der Luftbilderkundung folgte kurze Zeit nach der Entdeckung eine geomagnetische Prospektion durch das Institut für Ur- und Frühgeschichte der Christian-Albrechts-Universität zu Kiel in Zusammenarbeit mit dem Bayerischen Landesdenkmalamt. Die Archäologen vermuten in dem Bau eine Mansio, ein römisches Gasthaus mit Spannstation. Nachweisliche Bauten dieser Art mit einem ähnlichen Grundriss wurden in Großbritannien ergraben.

## Nachrömische Entwicklung

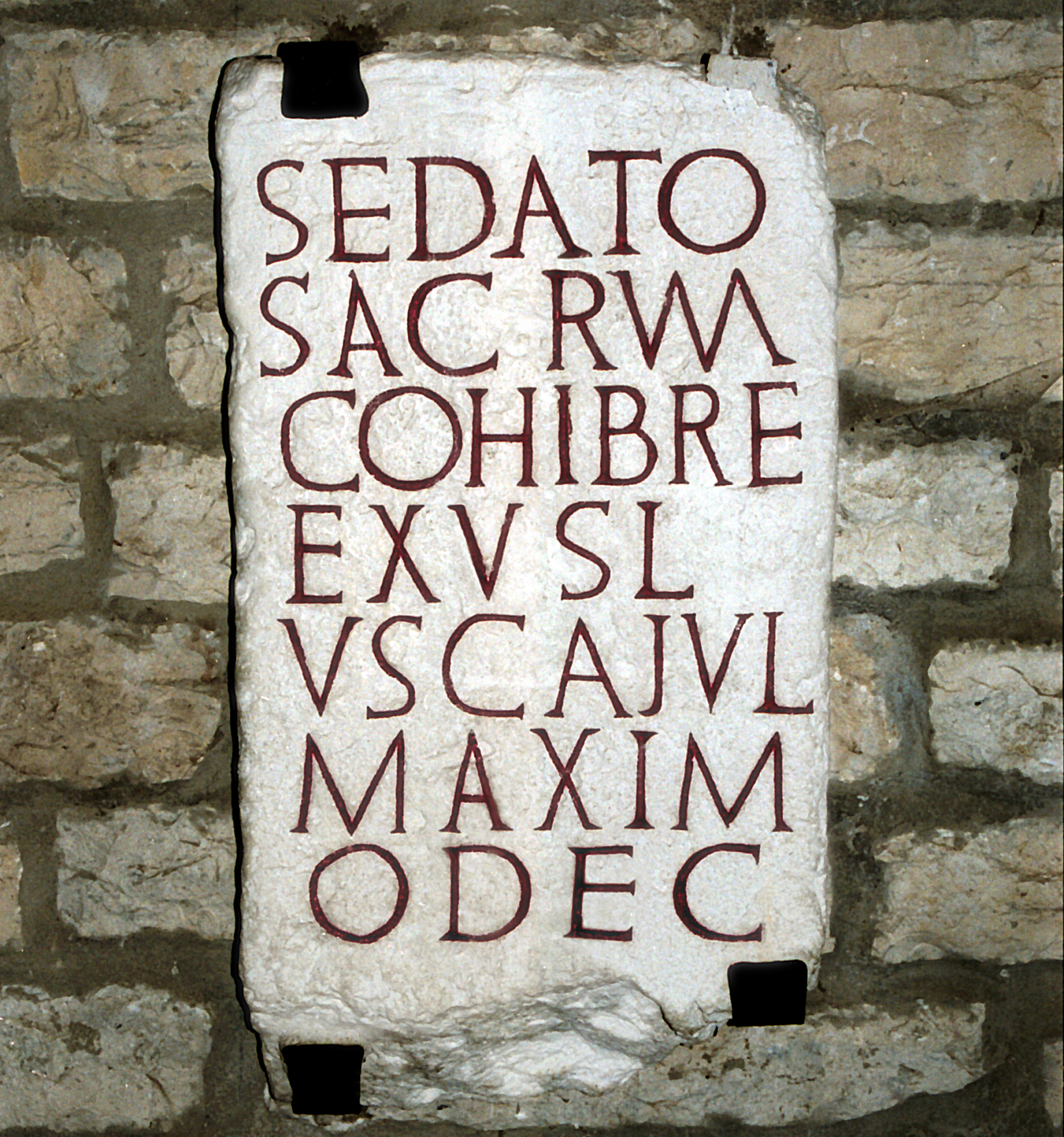
Die Inschrift für Sedatus

Die Lagerruine wurde wie viele antike Stätten vom Mittelalter bis in die Neuzeit als attraktiver Steinbruch angesehen. Unter anderem errichtete man aus ihrem Material 50 Meter vor der Nordostecke des Kastells die Pfarrkirche St. Nikolaus. Zu Beginn des 16. Jahrhunderts verlegte man diese Kirche in das nahegelegene Dorf. Das Gotteshaus verfiel; wurde im 19. Jahrhundert vollständig abgebrochen und sein Baumaterial erneut im Dorf verwendet. Aus der niedergelegten Nikolauskapelle stammen nicht nur großformatige Kalk- und Tuffquader sowie Bruchstücke von Zinnendeckeln, die sekundär als Fundamentierung gedient hatten, sondern auch ein Weihealtar, der nach der von Johann Nepomuk von Raiser durchgeführten Ausgrabung ab 1809 als Stufe vor einem Pfünzer Haus lag. Er ist dem provinzialen, aus Illyrien stammenden Gott Sedatus gewidmet und lautet:
Sedato

sacrum

coh(ors) I Bre(ucorum)

ex v(oto) s(olvit) l(ibens)

v(otum) s(olvit) c(uram) a(gente) Iul(io)

Maxim-

o dec(urione)
Übersetzung: „Sedatus geweiht. Die 1. Kohorte der Breuker hat nach einem Gelübde froh und mit Freuden ihr Gelübde eingelöst unter der Führung des Decurios Julius Maximus.“

## Wichtiges Fundgut

### Militaria
Hervorzuheben sind aus dem Brandschutt des Stabsgebäudes geborgene, vielfältige Bruchstücke von Paraderüstungen, die höchstwahrscheinlich während der endgültigen Zerstörung in den Boden gekommen sind. Dazu gehört das mit Akanthusranken verzierte Fragment eines kurzen Nackenschutzes, der einst zu einem Maskenhelm gehört hatte, sowie ein figürlich verziertes linkes Brustschließblech aus dem nordwestlichen Eckturm, das in das erste Drittel des 3. Jahrhunderts datiert wird.

### Terra Sigillata
Insgesamt lagen bis zu Beginn der 1960er Jahre 337 Bruchstücke dieses in keinem gehobenen Haushalt der römischen Antike fehlenden Geschirrs aus Kastell, Vicus und Gräberfeld vor. Sie waren mit den damals bereits bestimmbaren 319 Rheinzabernern Bilderschüsselfragmenten aus Köngen verglichen worden. An in Pfünz aufgefundener Terra Sigillata wurden Stempel des Primitivus (Rheinzabern/Bernhard Gruppe II c), des Julius II-Julianus I (Rheinzabern/Bernhard Gruppe III a) des Victor I und des frühen Produzenten Ianu I (Drag. 37) ausgemacht, die alle in Rheinzabern (Tabernae) ihre Werkstätten hatten. Primitivus-Ware fand sich auch an anderen Orten Rätiens wie in der um 200 eröffneten Manufaktur Schwabegg an der Fernstraße von Augusta Vindelicum (Augsburg) nach Cambodunum (Kempten). Dort wurden sogar 19 Formschüsselpunzen des Rheinländers abgeformt bzw. übernommen. Wenn Pfünz bereits im Jahr 233 n. Chr. endgültig zerstört worden wäre, wären die genannten Sigillata-Manufakturen wohl schon im ersten Drittel des 3. Jahrhunderts in Betrieb gewesen. Der Archäologe und Spezialist für römische Keramik, Hans-Günther Simon (1925–1991), stellte 1962 fest, dass die Produktionen der Hersteller Primitivus und Julius II-Julianus I wohl über die Zeit der Zerstörung von Pfünz hinausreichten. In Pfünz wurde außerdem Sigillata eines Dagodu(b)nus gefunden. Dessen Produktionsstätte ist noch unbekannt und könnte entweder im gallischen Lezoux bei Clermont-Ferrand oder in Rheinzabern liegen. Beides waren Manufakturzentren der Sigillata-Herstellung. Ware von Dagodubnus taucht auch in Regensburg, Kösching und Großbritannien auf. Das wahrscheinliche Ende der allgemeinen Rheinzaberner Produktion wurde in der Vergangenheit in die Jahre 260/270 n. Chr. gelegt. Als „Schlusssigillaten“ für das Kastell Pfünz werden vier Gefäße des Victor I beziehungsweise die eines Nachahmers angesehen, wobei in diesem Falle angenommen wird, dass das Zerstörungs- beziehungsweise Aufgabedatum des Garnisonsortes erst nach 240 n. Chr. lag.

### Hohlmaßgefäße (Modii)
Seit seiner Auffindung 1885 in dem 9 × 23 Meter großen Horreum nahe den Principia, ist ein eiserner Stab, auf dem ein gleichschenkeliges, einst drehbares Kreuz saß, stets als Feldvermessungsgerät (Groma) gedeutet worden. Schließlich waren die Überlegungen des Archäologen Dietwulf Baatz ausschlaggebend dafür, den eisernen Gegenstand als Fragment eines Modius (Scheffel), eines römischen Getreidemaßes von rund acht Litern, aus dem frühen 3. Jahrhundert anzusehen. Zu dieser Feststellung passt auch die Tatsache, dass die Gerätschaft bei den Grabungen der RLK im Horreum aufgefunden worden ist. Der Modius wurde als Hohlmaß für trockenes Schüttgut, beispielsweise Getreide, verwendet. Er bestand in Pfünz aus einem zylindrischen oder kegelstumpfförmigen hölzernen Körper, der aus einzelnen Fassdauben zusammengefügt war. In der Mitte von dessen Bodenplatte wurde der erhaltene Eisenstab befestigt. Das drehbare Kreuz diente dazu, das über den Rand zu hoch gehäufte Schüttgut abzustreichen und so ein „gestrichenes Maß“ zu erhalten. Ein vergleichbarer Modius des späten 1. Jahrhunderts, jedoch vollständig aus Metall gefertigt und mit Mengenangaben versehen, wurde am Hadrianswall beim Kastell Magnis (Carvoran) gefunden. Als Monatsration erhielt ein Infanterist 4 Modii Weizen, (rund 27 kg) zugeteilt, was eine tägliche Ration von rund 0,9 kg bedeutete. Das Getreide wurde von den Soldaten in den Mannschaftsquartieren selbständig auf einer kleinen Handmühle gemahlen und zu Brot oder Brei verarbeitet. Einem römischen Kavalleristen standen nach Polybios 12 Modii Weizen und 42 Modii Gerste zu. Mit der doppelten Ration Weizen konnten sie den ihnen zugeteilten Reitknecht (Calo) mitversorgen, während die Gerste für das Pferd vorgesehen war. Heute geht die Forschung davon aus, dass es sich bei diesem und allen ähnlichen Metallfunden immer um Überreste eines Hohlmaßgefäßes (Modius) gehandelt hat.

### Gegenstände des täglichen Bedarfs
Hans Jürgen Eggers ordnete zwei Kasserollen in dem von ihm aufgestellten System der Stufe B 2 sowie einen Eimer und drei Kellen (beziehungsweise Siebe) der Stufe B 2 oder C 1 zu.

## Fundverbleib
Funde aus Kastell und Vicus befinden sich im Museum für Ur- und Frühgeschichte auf der Willibaldsburg in Eichstätt und – wie die Inschrift für Sedatus – im Römischen Museum Augsburg. Seit Dezember 2012 ist die ständige Sammlung des römischen Museums Augsburg in der Dominikanerkirche geschlossen.

## Denkmalschutz
Das Kastell Pfünz und die erwähnten Anlagen sind als Abschnitt des Obergermanisch-Rätischen Limes seit 2005 Teil des UNESCO-Welterbes. Außerdem sind sie geschützt als eingetragene Bodendenkmale im Sinne des Bayerischen Denkmalschutzgesetzes (BayDSchG). Nachforschungen und gezieltes Sammeln von Funden sind erlaubnispflichtig, Zufallsfunde sind den Denkmalbehörden anzuzeigen.

### Allgemein
- Dietwulf Baatz: Der Römische Limes. Archäologische Ausflüge zwischen Rhein und Donau. 4. Auflage, Gebr. Mann, Berlin 2000, ISBN 3-7861-2347-0, S. 308 ff.
- Thomas Fischer, Erika Riedmeier-Fischer: Der römische Limes in Bayern. Pustet, Regensburg 2008. ISBN 978-3-7917-2120-0, S. 139–141.
- Thomas Fischer in: Wolfgang Czysz und andere: Die Römer in Bayern. Nikol, Hamburg 2005, ISBN 3-937872-11-6, S. 500 f.
- Thomas Fischer: Kastell Pfünz. In: Jochen Garbsch (Hrsg.): Der römische Limes in Bayern. 100 Jahre Limesforschung in Bayern (= Ausstellungskataloge der Prähistorischen Staatssammlung. Band 22). Prähistorische Staatssammlung, München 1992, ISBN 3-927806-13-7, S. 50.
- Günter Ulbert, Thomas Fischer: Der Limes in Bayern. Theiss, Stuttgart 1983, ISBN 3-8062-0351-2, S. 94 ff.

### Einzelstudien
- Dietwulf Baatz: Groma oder Modius? Zu einem Fund aus dem Limeskastell Pfünz. Bayerische Vorgeschichtsblätter 59, S. 73–83, Beck, München 1994.
- Wolfgang Czysz: Eine Töpferei von Terra-Sigillata-Gefäßen bei Schwabegg, Landkreis Augsburg, Schwaben. In: Das Archäologische Jahr in Bayern, 1980.
- Jörg Fassbinder: Neue Ergebnisse der geophysikalischen Prospektion am Obergermanisch-Raetischen Limes. In: Andreas Thiel (Hrsg.): Neue Forschungen am Limes. 4. Fachkolloquium der Deutschen Limeskommission 27./28. Februar 2007 in Osterburken. Theiss, Stuttgart 2008, ISBN 978-3-8062-2251-7 (= Beiträge zum Welterbe Limes, 3), S. 155–171, insbesondere S. 163–167.
- Thomas Fischer: Eine Bronzegießerei im Lagerdorf des römischen Kastells Pfünz, Gde. Walting, Lkr. Eichstätt, Oberbayern. In: Bayerische Vorgeschichtsblätter 49, 1984, 299 f.
- Horst Herzog: Der Pfünzer Münzschatz. In: Sammelblatt des Historischen Vereins Eichstätt 86. Eichstätt 1993. S. 7–61.
- Carsten Mischka: Die neu entdeckte Mansio in der Außensiedlung des Kastells Pfünz. In: Der Limes. Nachrichtenblatt der Deutschen Limenskommission. 5. Jahrgang 2011, Heft 1, S. 8–13. (auch online; PDF; 3,9 MB)
- Friedrich Winkelmann: Das Kastell Pfuenz. In: Ernst Fabricius, Felix Hettner, Oscar von Sarwey (Hrsg.): Der obergermanisch-raetische Limes des Roemerreiches B VII Nr. 73 (1901).
- Friedrich Winkelmann: Die Ausgrabungen zu Pfünz im Jahre 1891. In: Sammelblatt des Historischen Vereins Eichstätt 6, 1891, S. 67–75.
- Friedrich Winkelmann: Die Ausgrabungen zu Pfünz im Jahre 1890. In: Sammelblatt des Historischen Vereins Eichstätt 5, 1890, S. 71–80.
- Friedrich Winkelmann: Ergebnisse der Ausgrabungen zu Pfünz im Jahre 1889. In: Sammelblatt des Historischen Vereins Eichstätt 4, 1889, S. 93–98.
- Karl Zecherle: Ex ruinis extruxit: der Wiederaufbau des Römerkastells Pfünz bei Eichstätt. In: Schönere Heimat 81, 1992, S. 82–86.